# Biserica reformată din Goreni
Biserica reformată din Goreni este un monument istoric aflat pe teritoriul satului Goreni, comuna Batoș. În Repertoriul Arheologic Național, monumentul apare cu codul 115557.06.

## Localitatea
Goreni (în maghiară Dedrádszéplak) este un sat în comuna Batoș din județul Mureș, Transilvania, România. Menționat pentru prima dată în anul 1228 sub numele de Sceplak. 

## Biserica
În timpul Reformei populația satului, până atunci catolică, a îmbrățișat religia reformată. Biserica veche medievală, care a fost reconstruită în mare măsură în anul 1890, se află pe vârful unui deal de la capătul nordic al satului. 

## Imagini din exterior

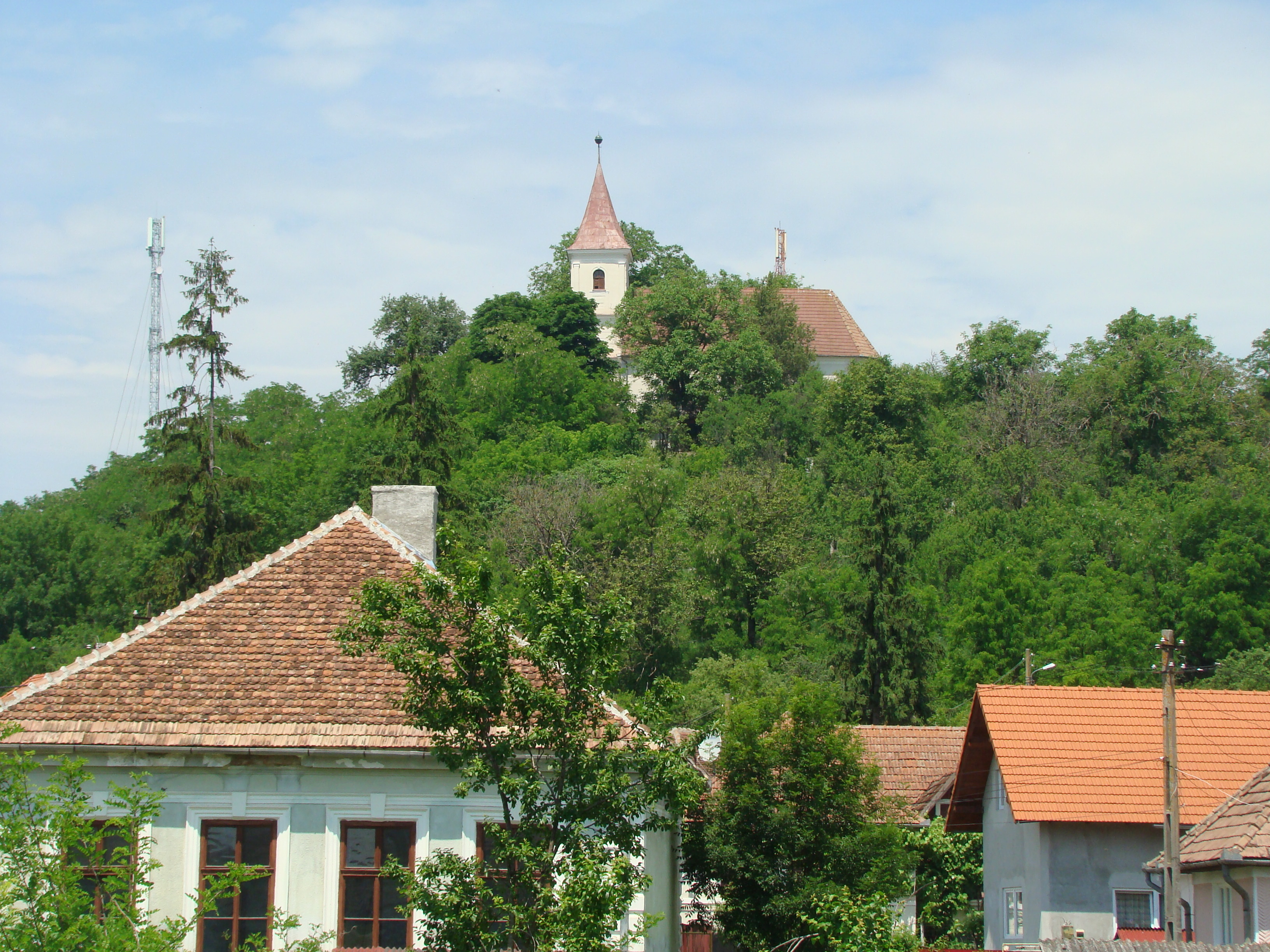
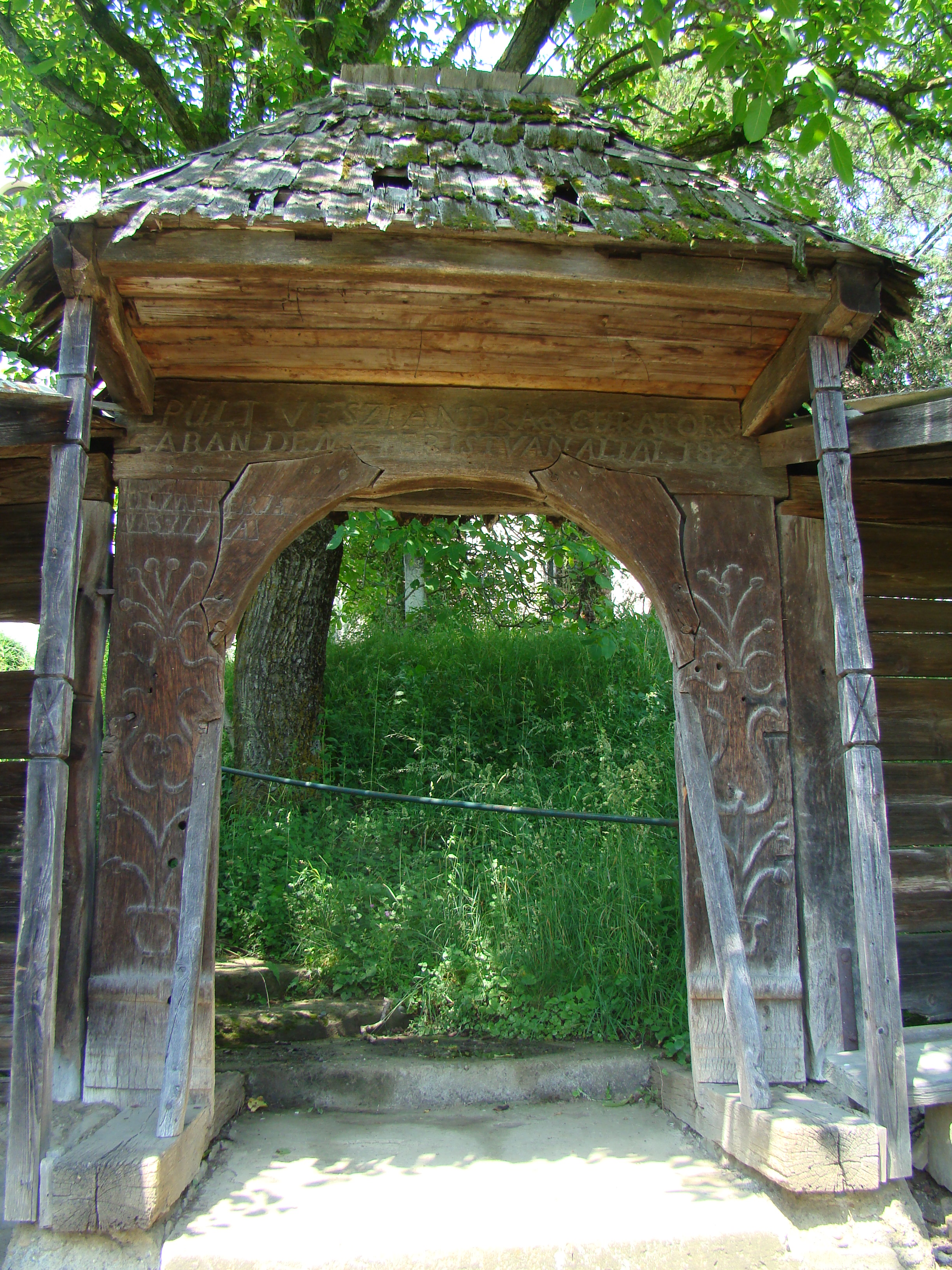
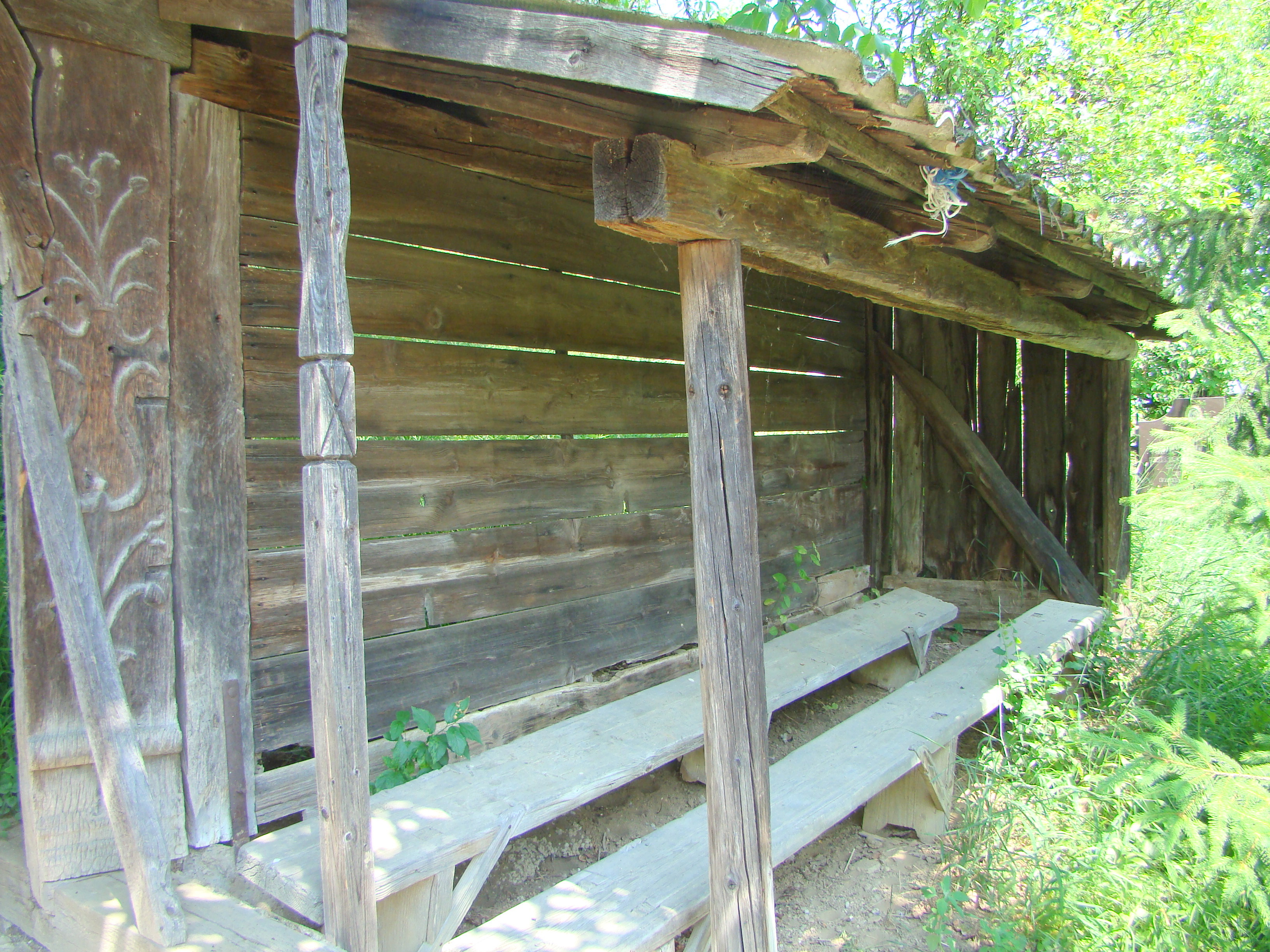
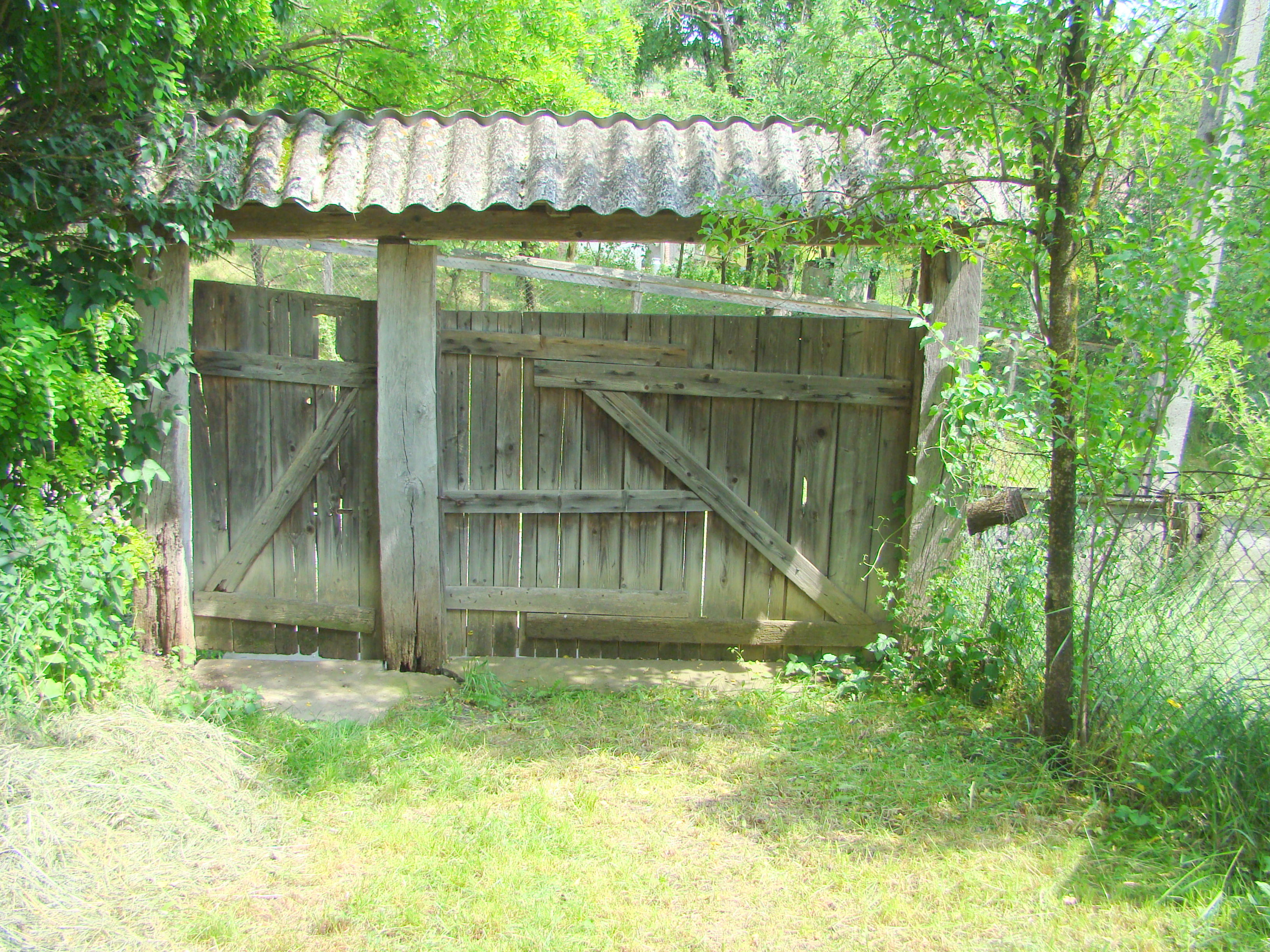
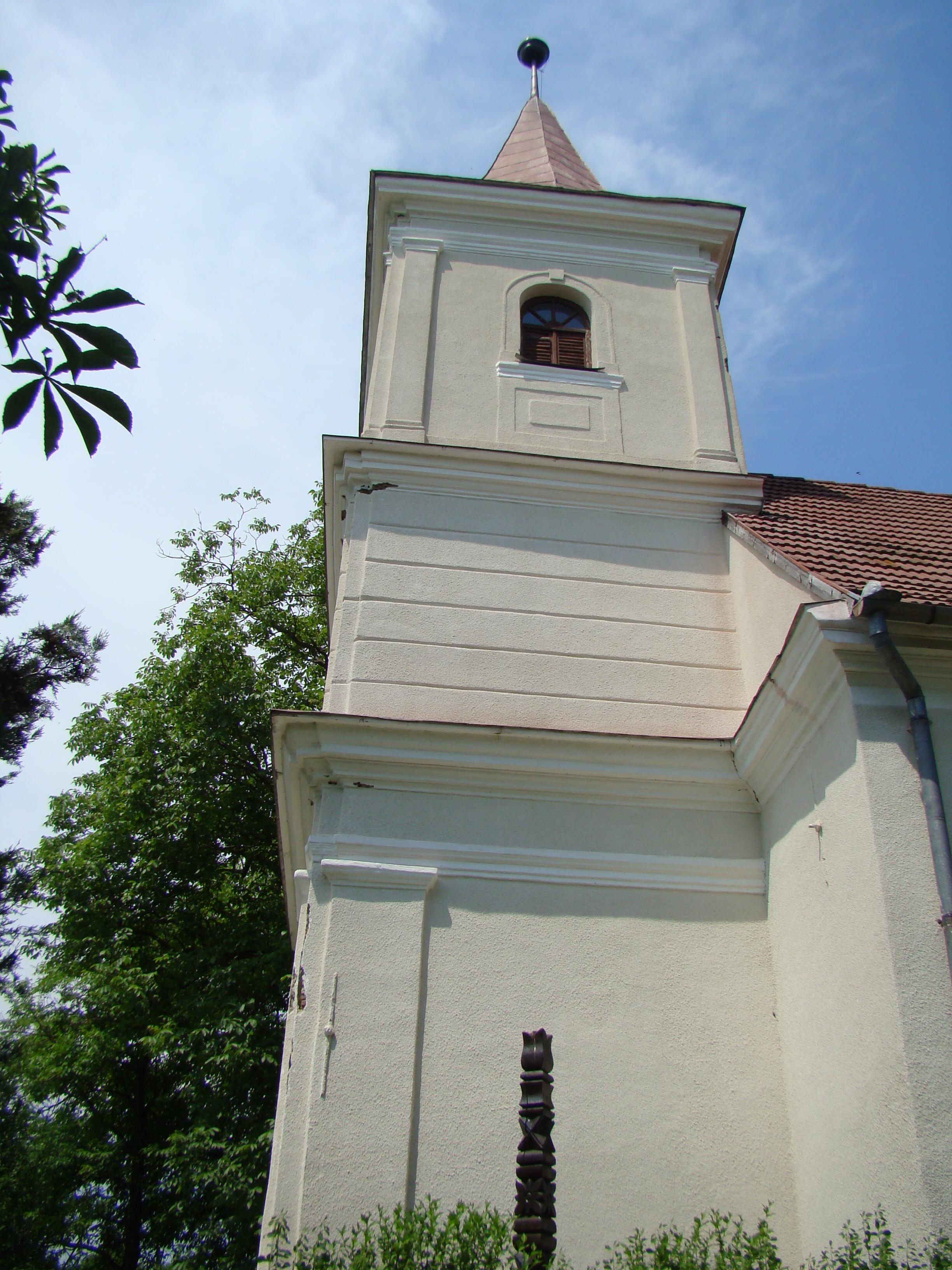
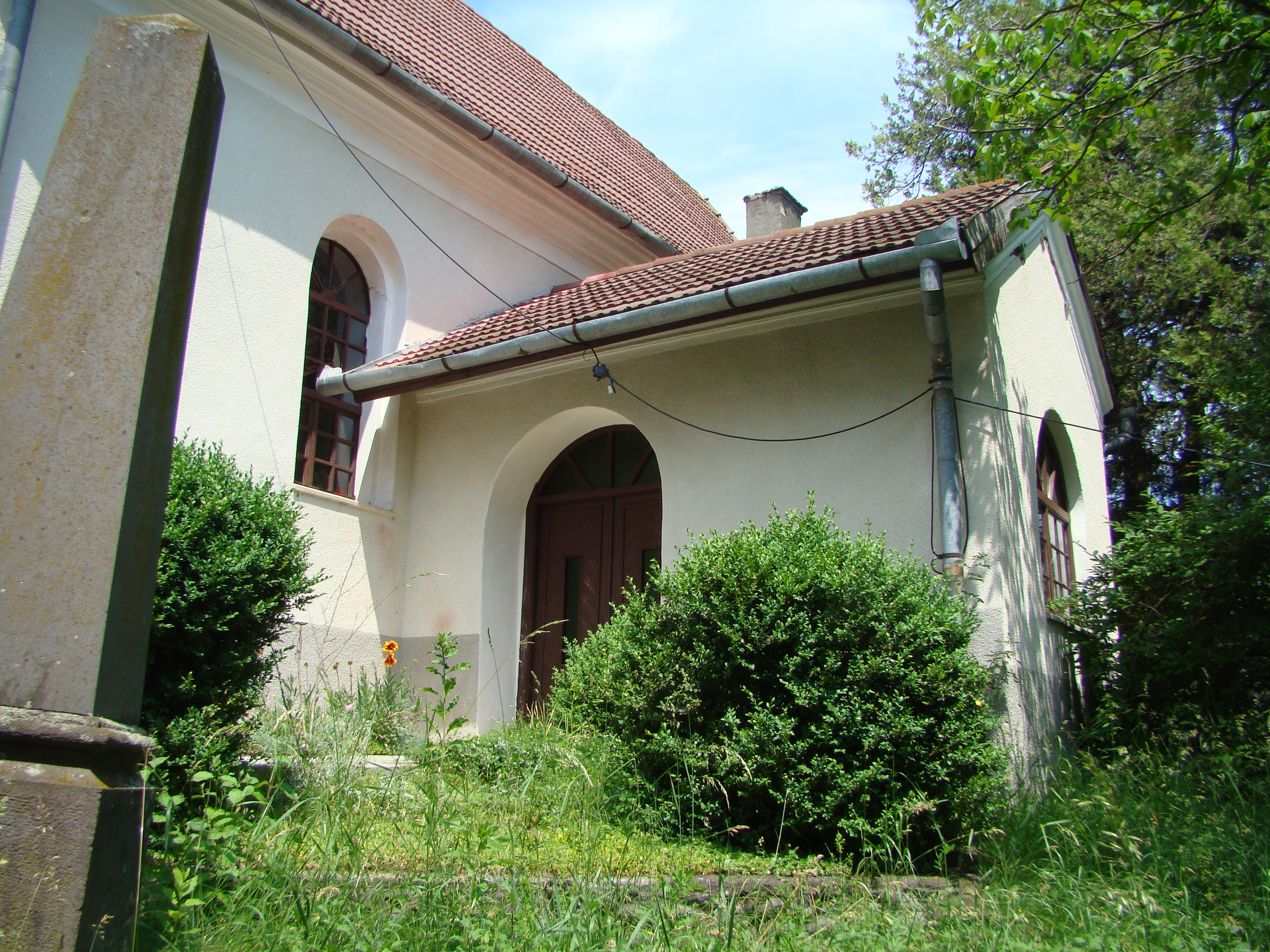
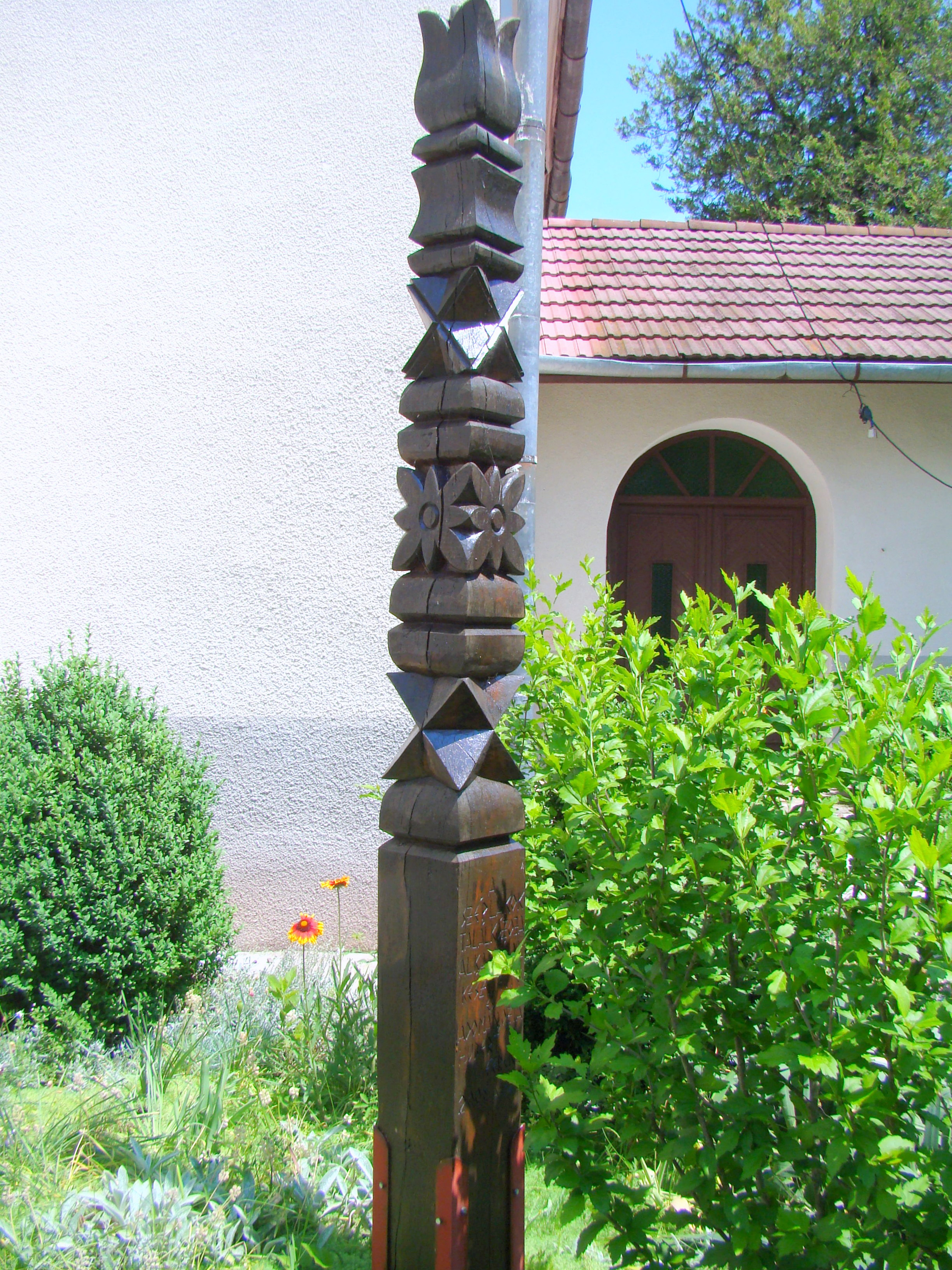
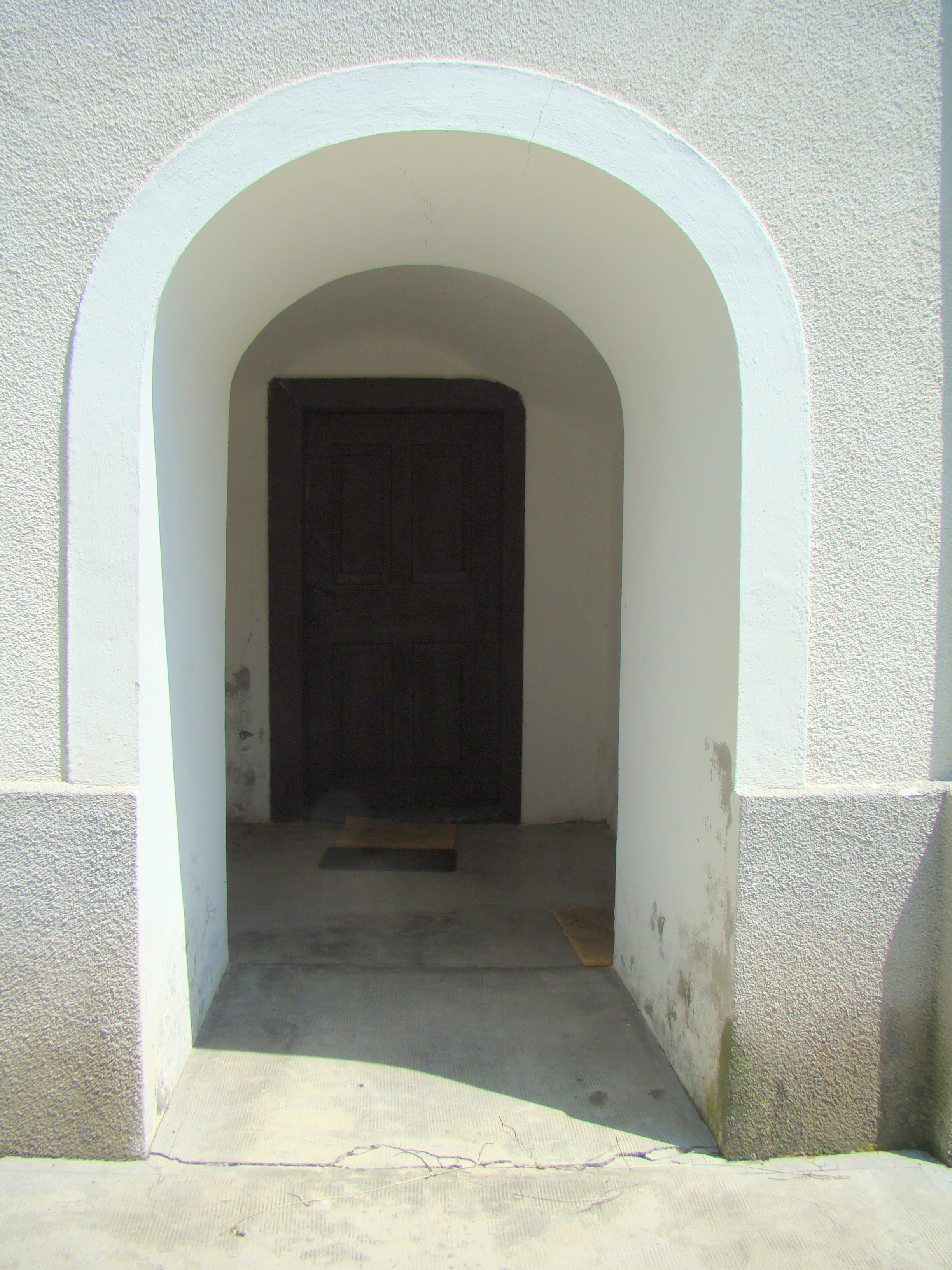
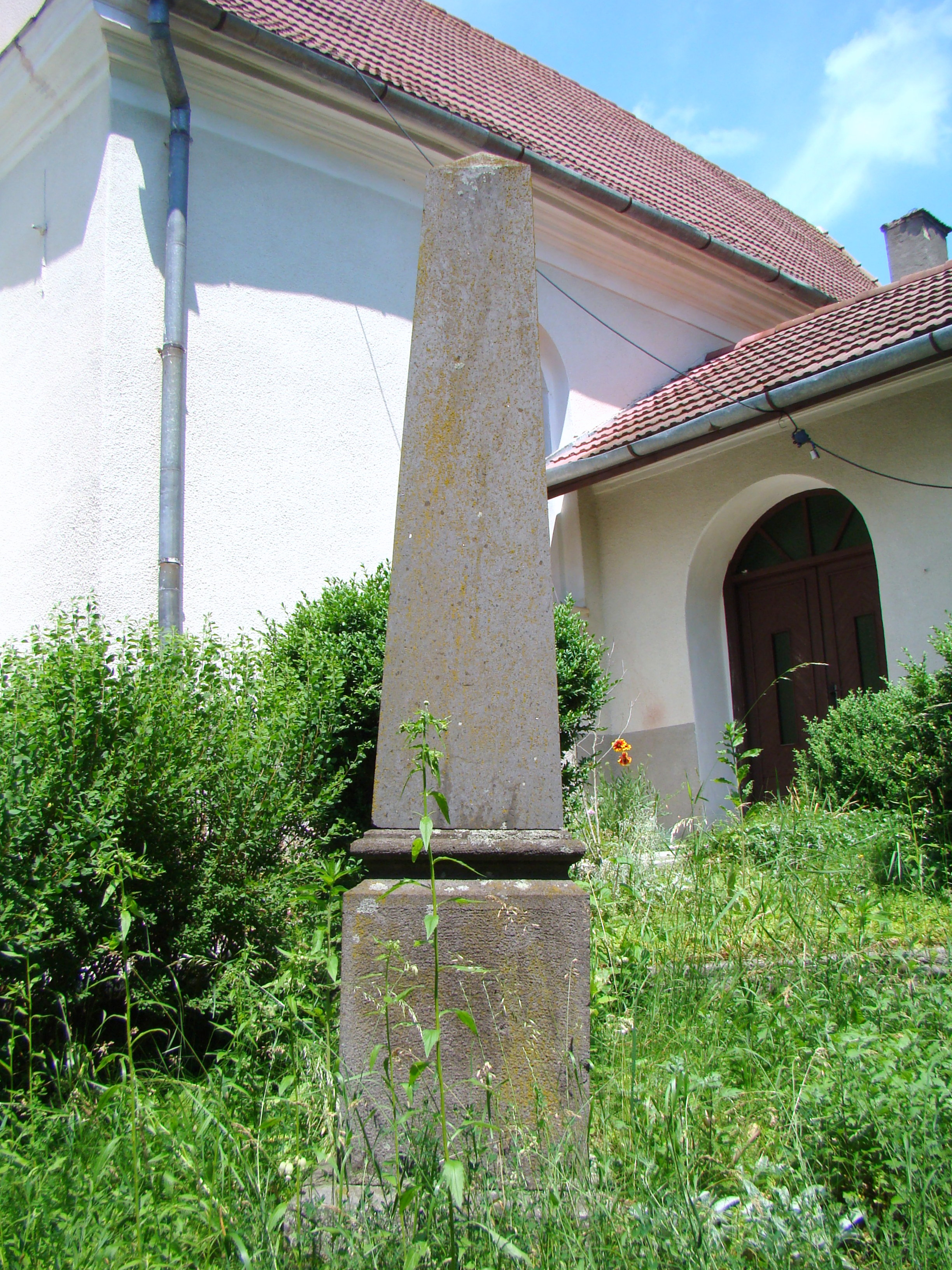
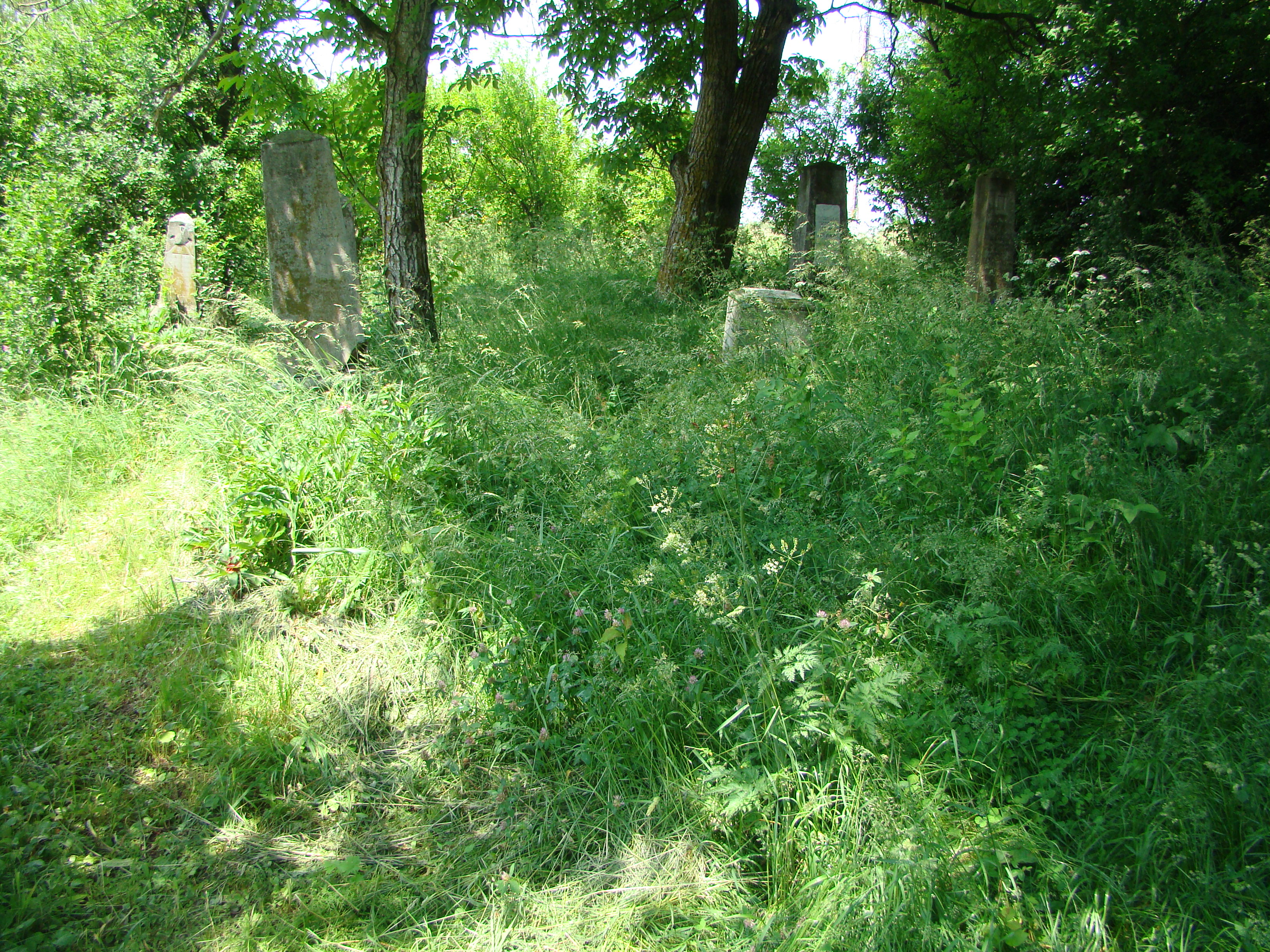
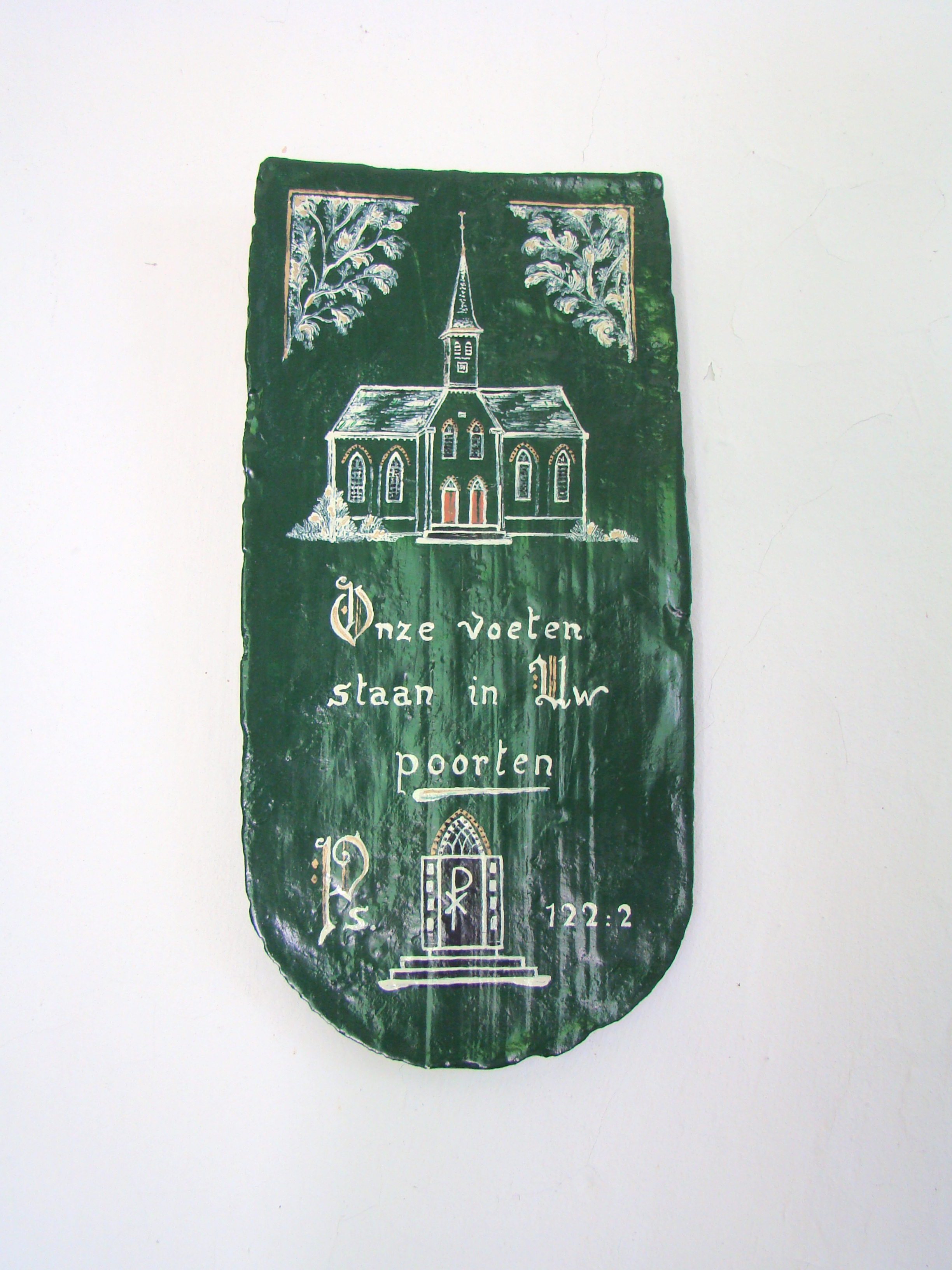
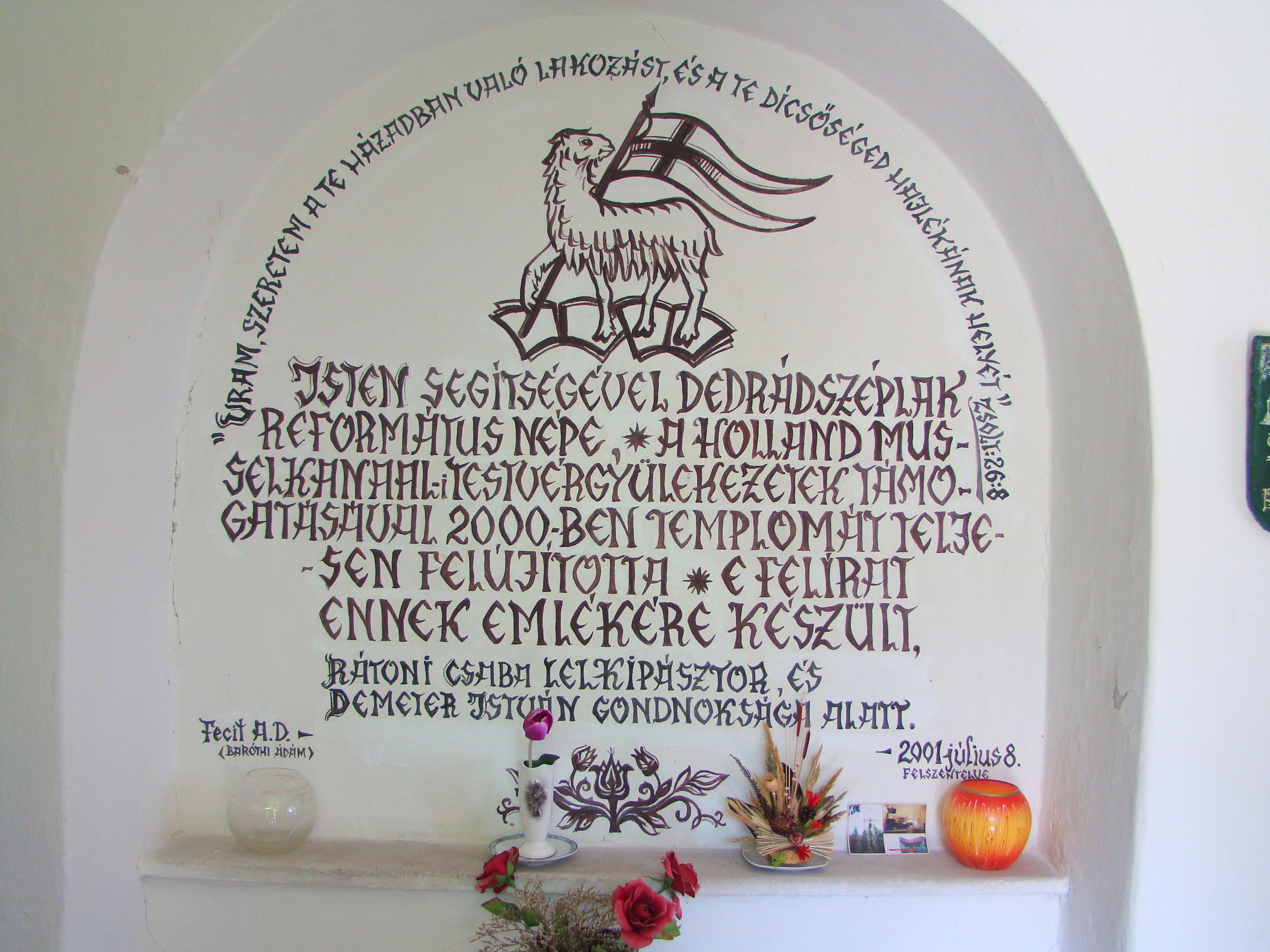
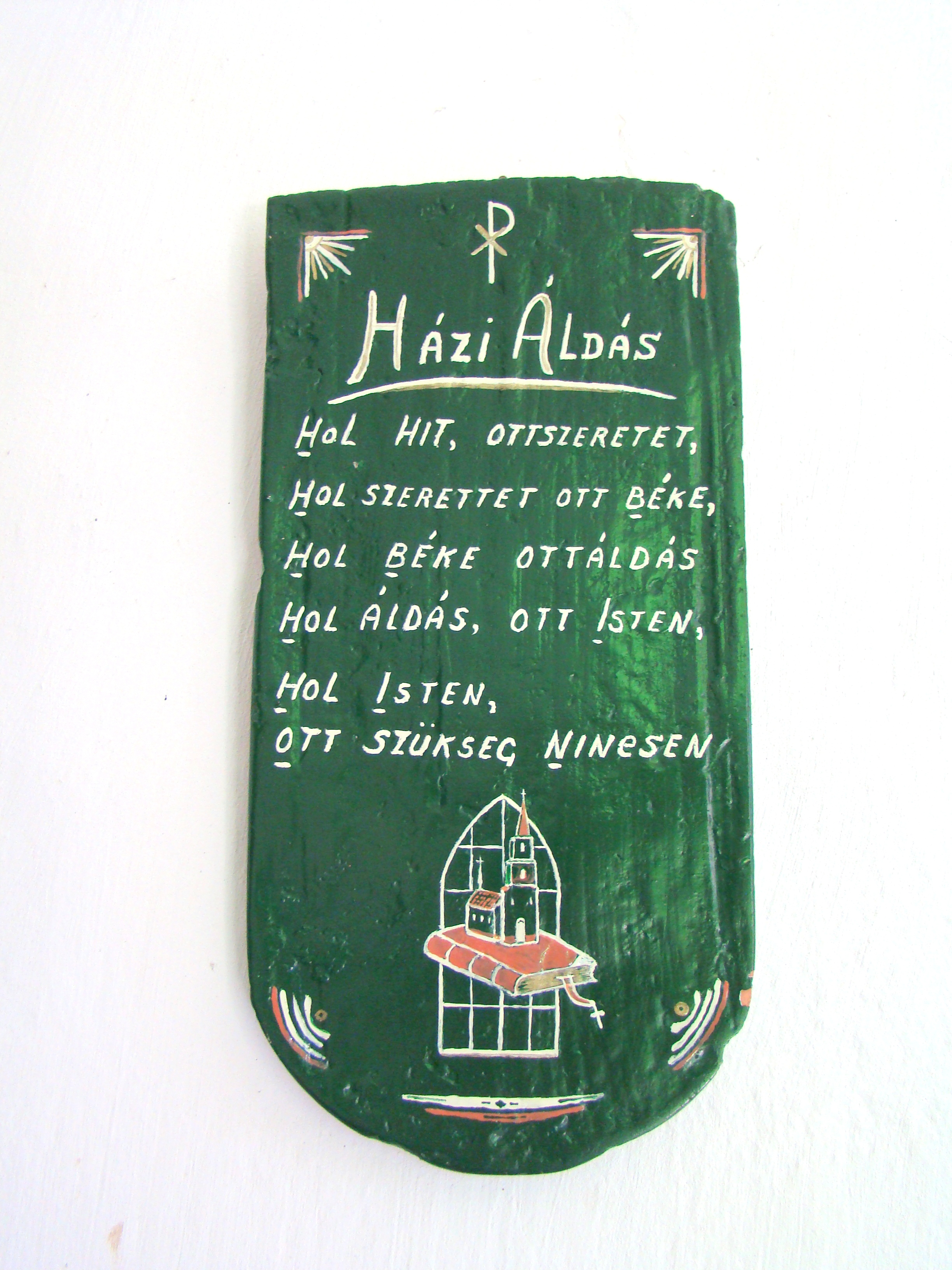
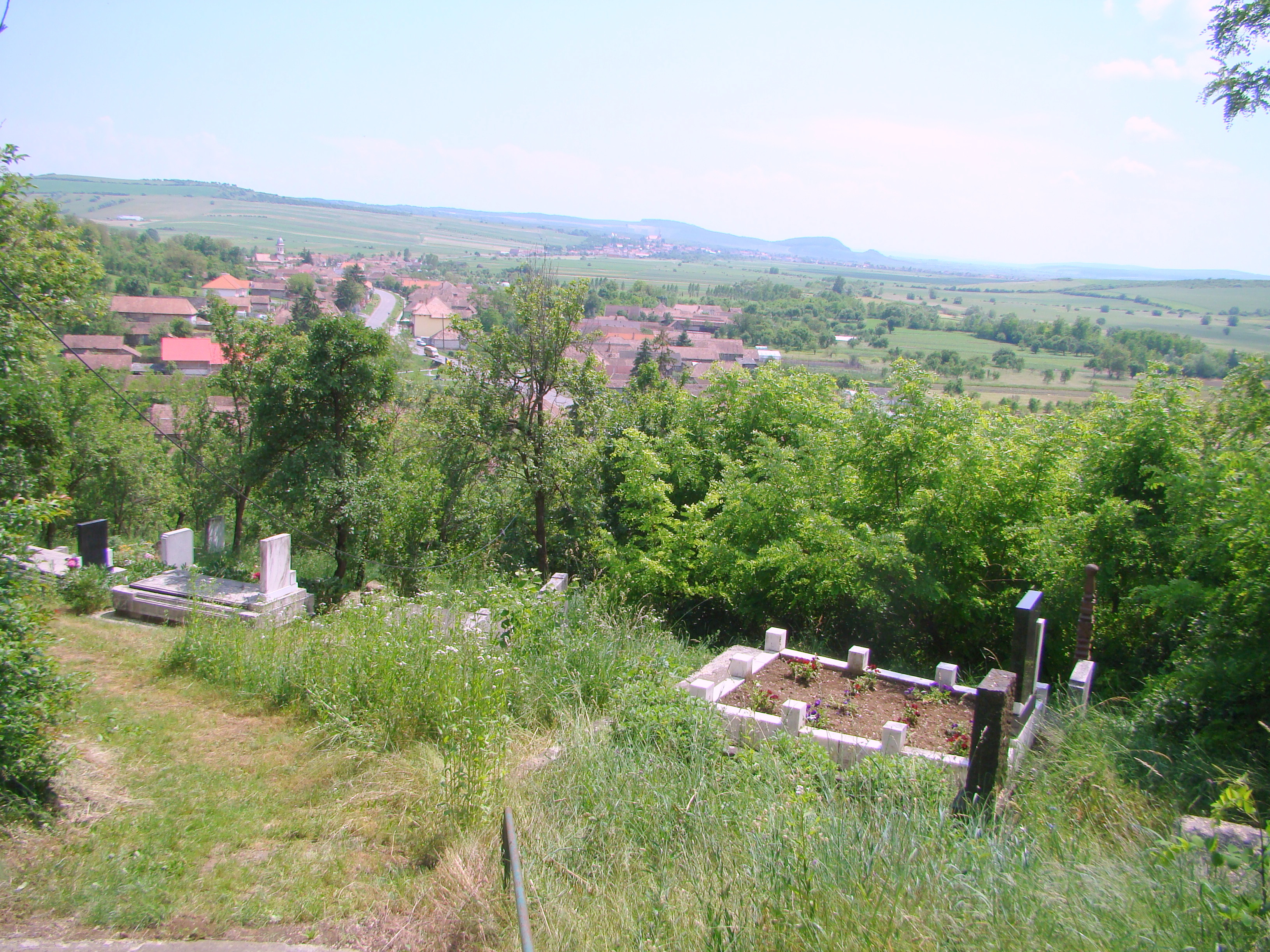
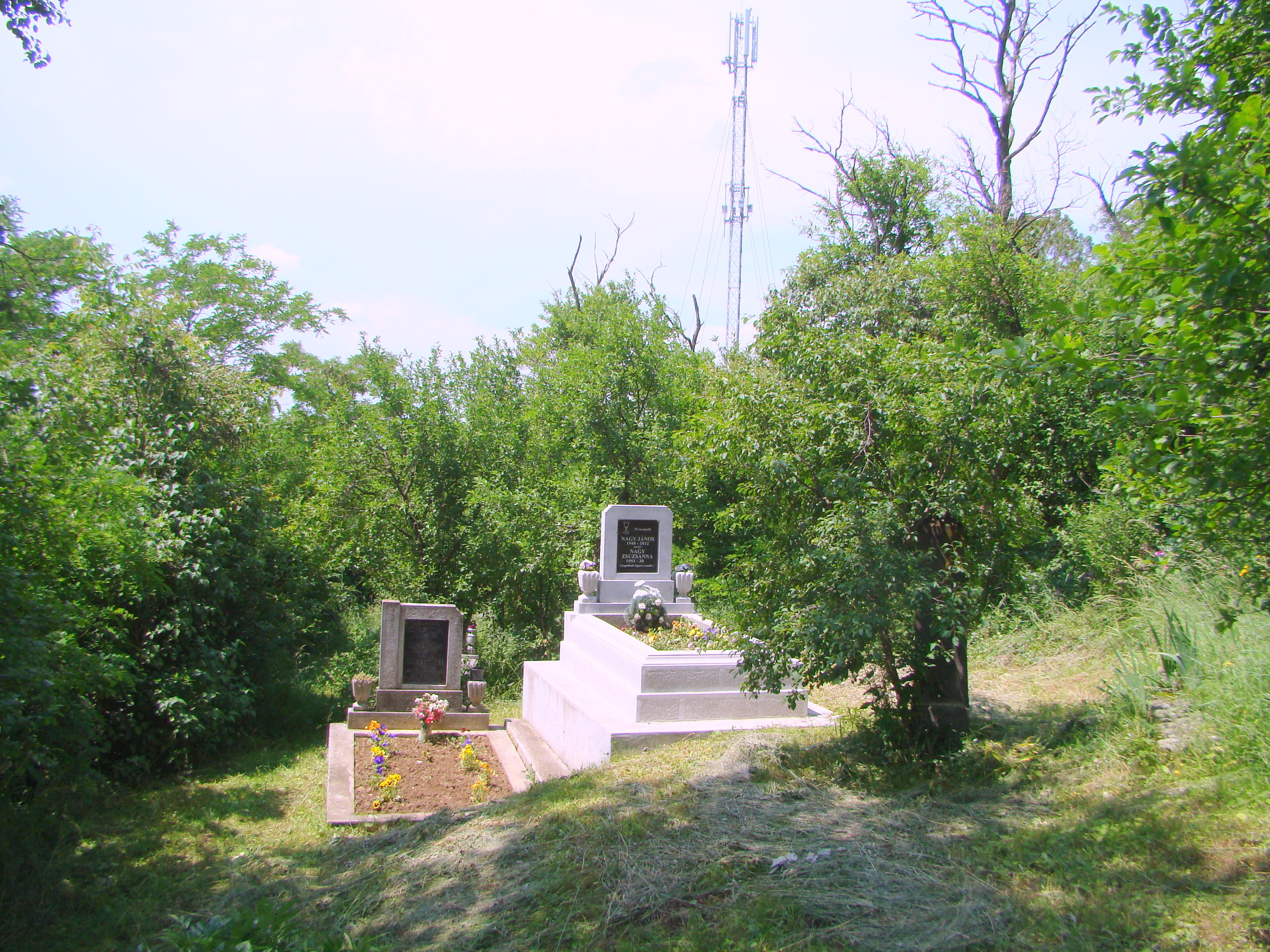
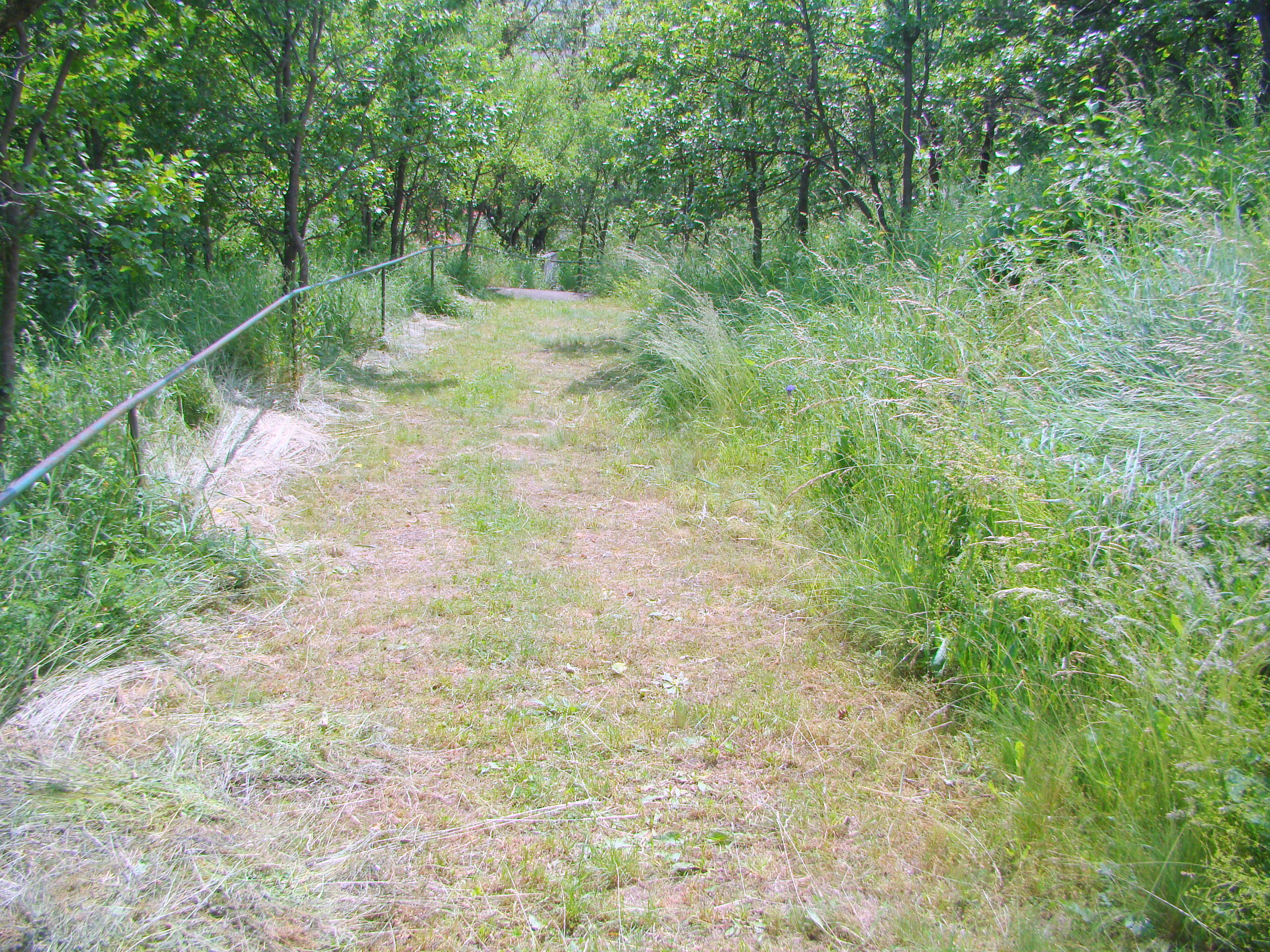
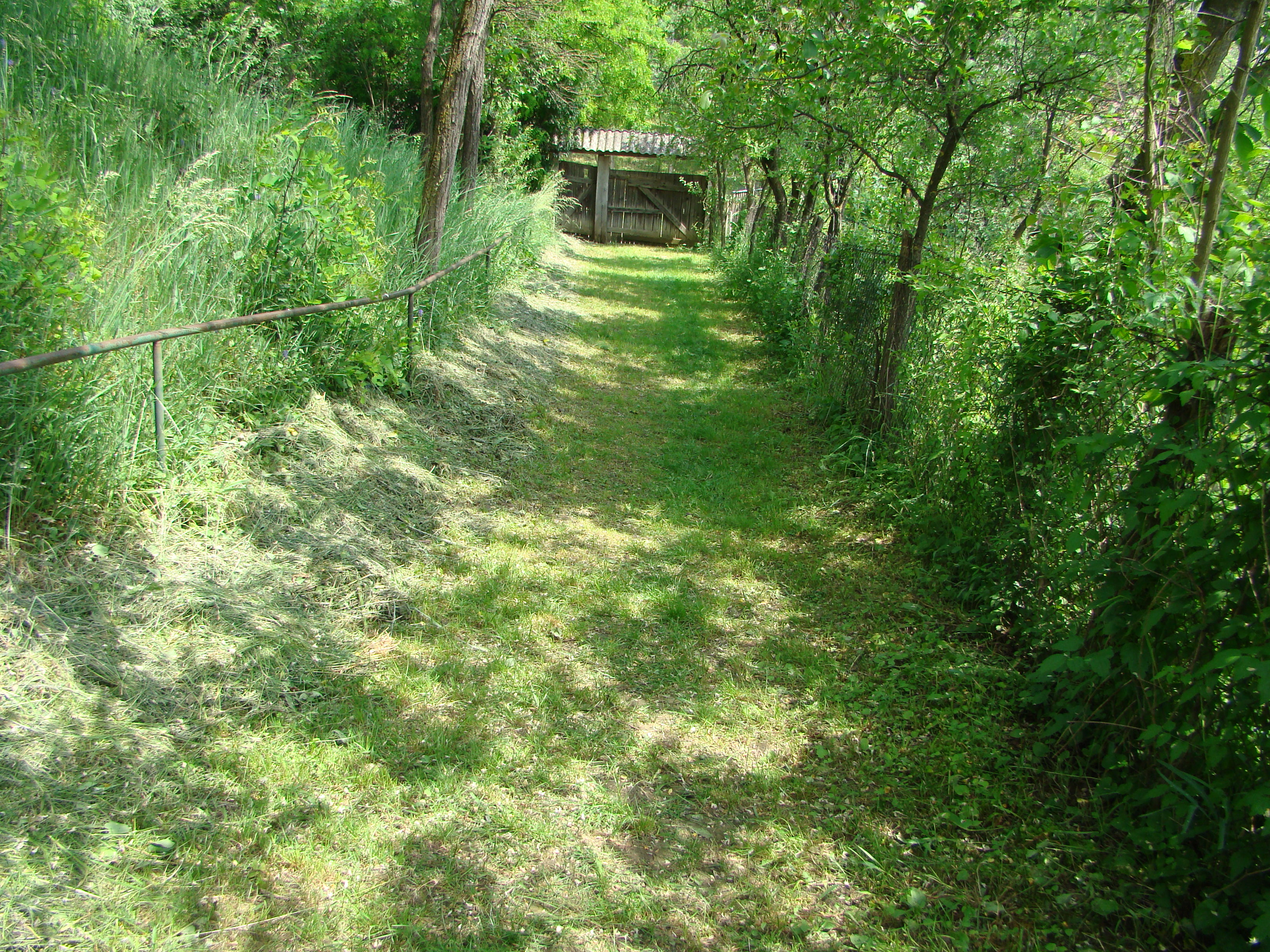
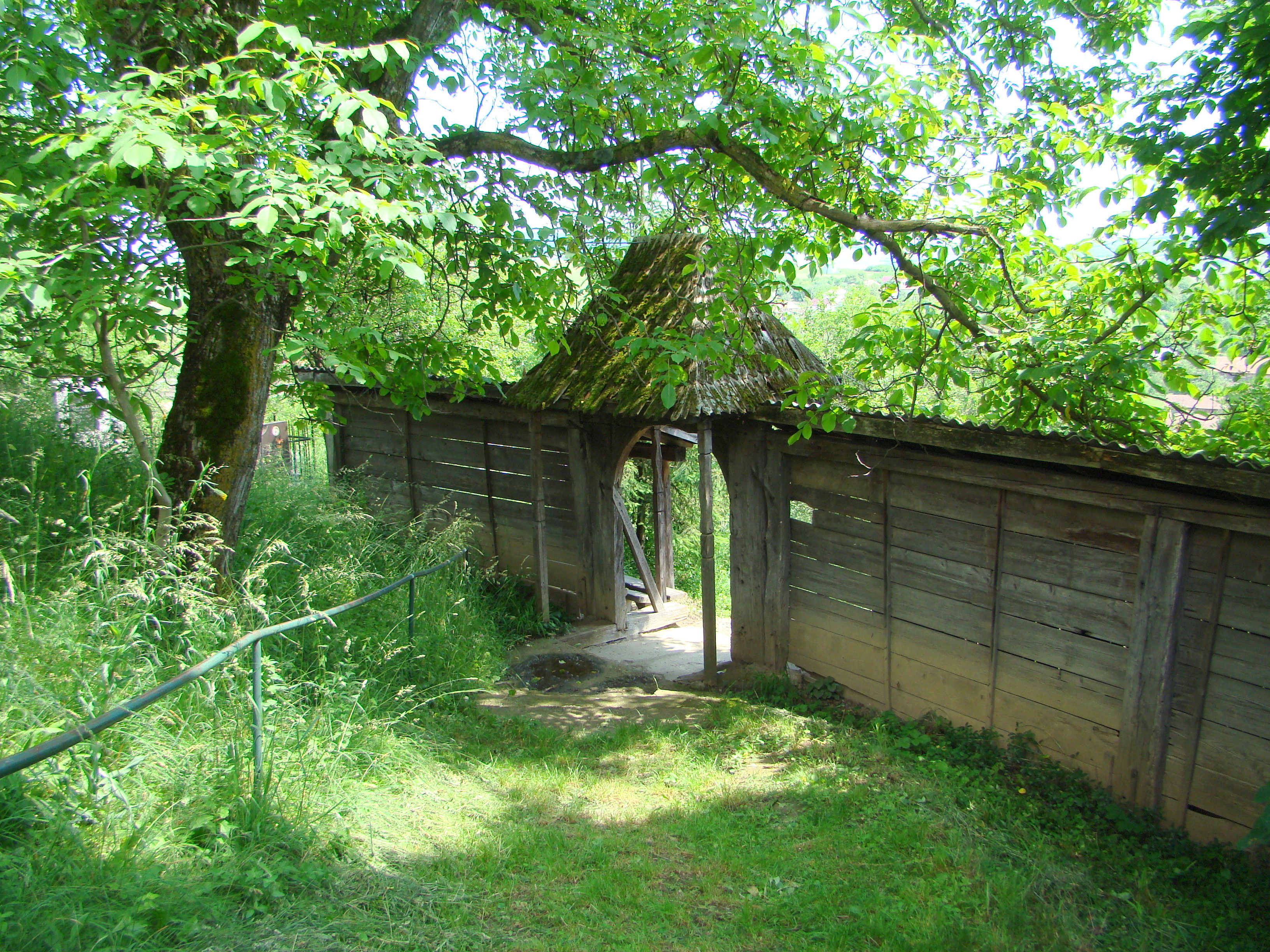

## Imagini din interior

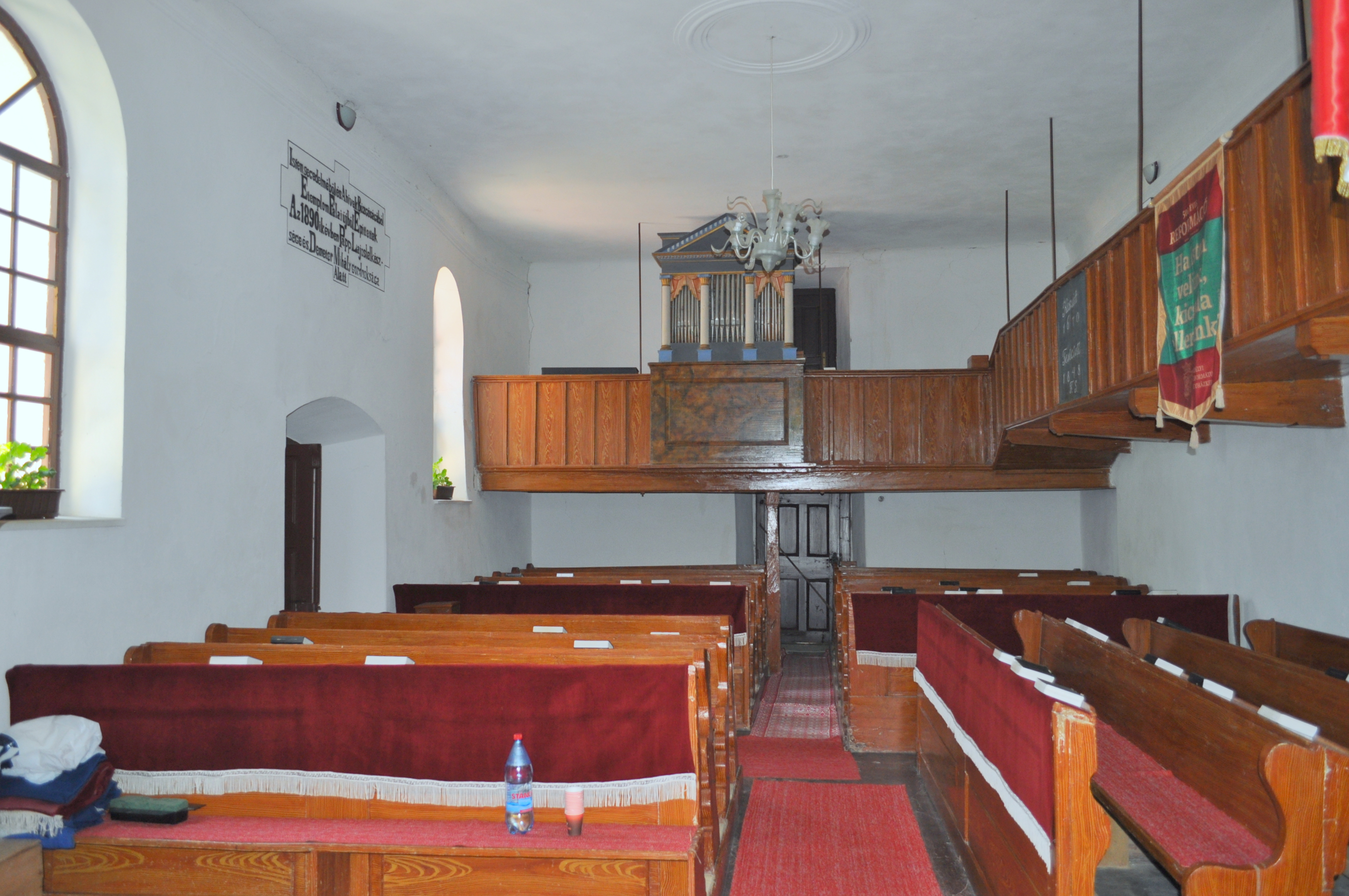
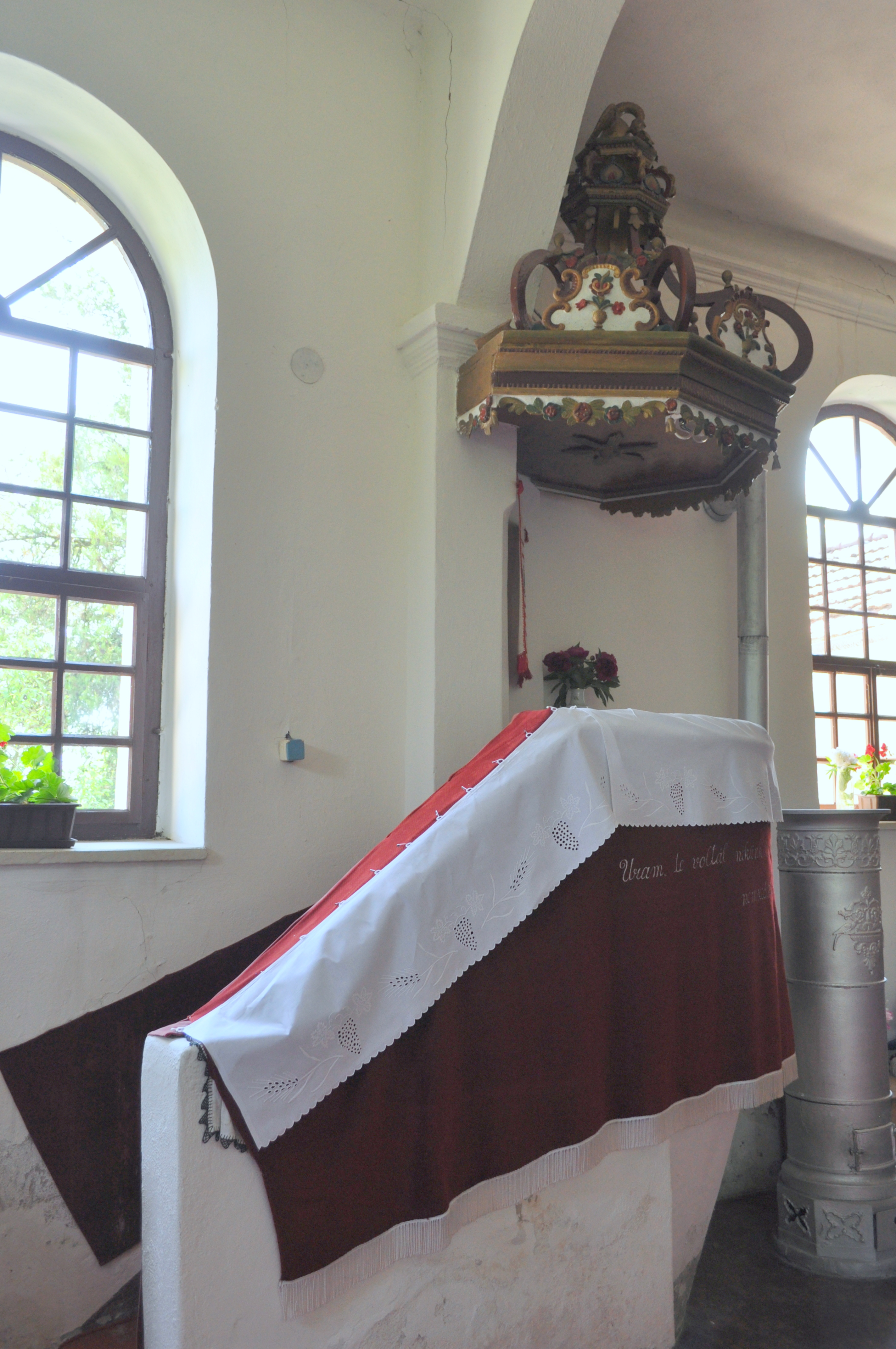
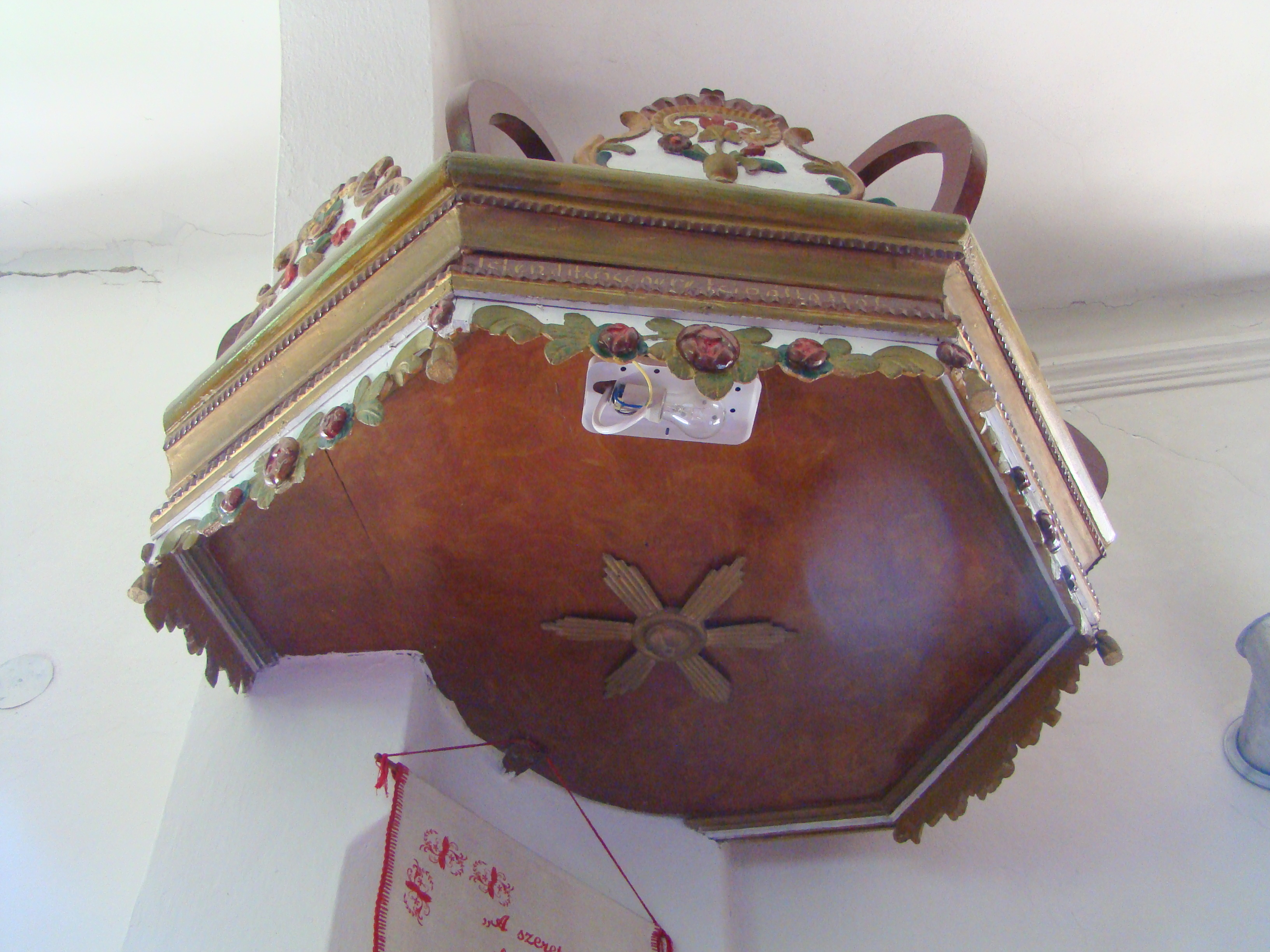
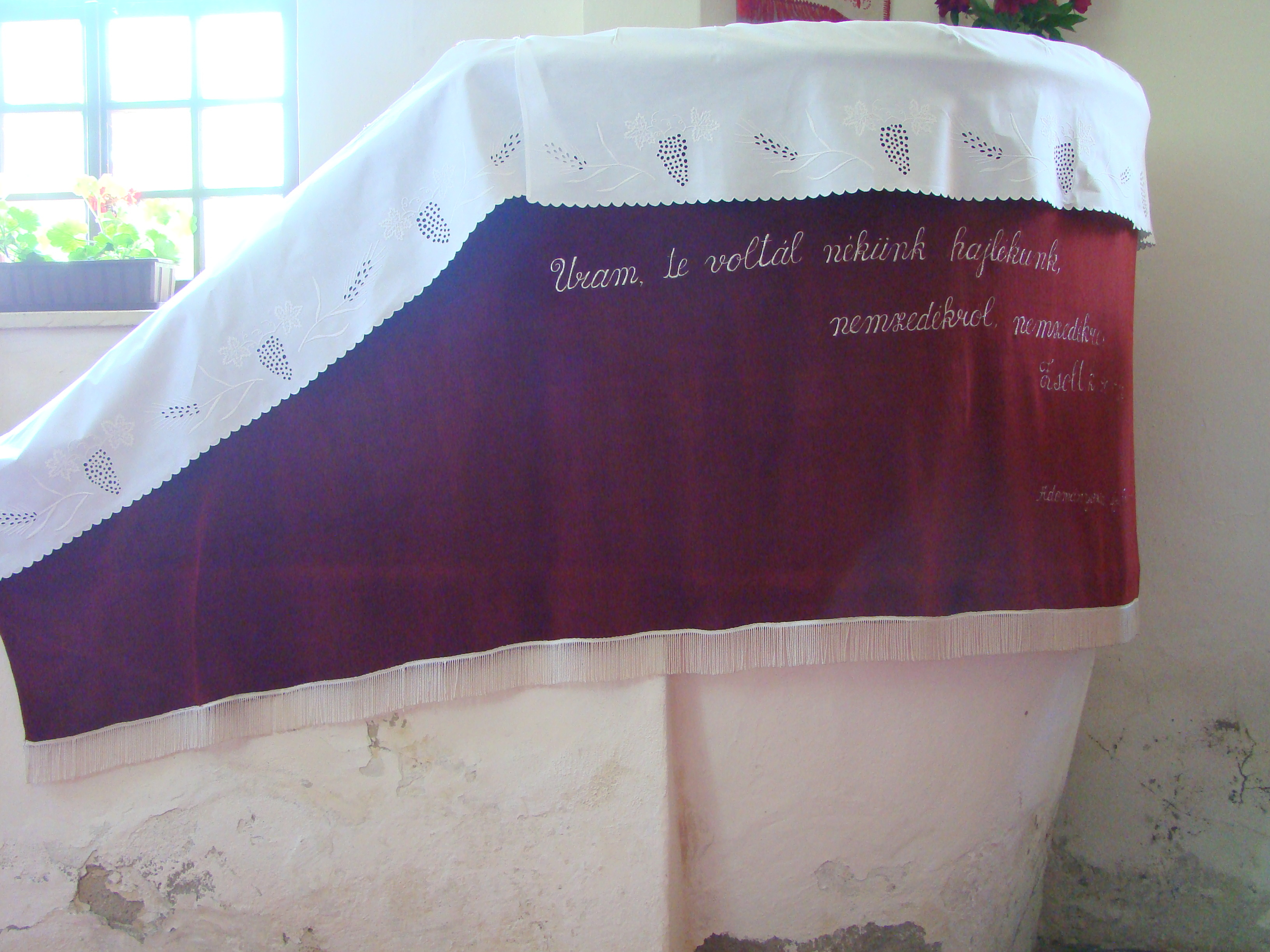
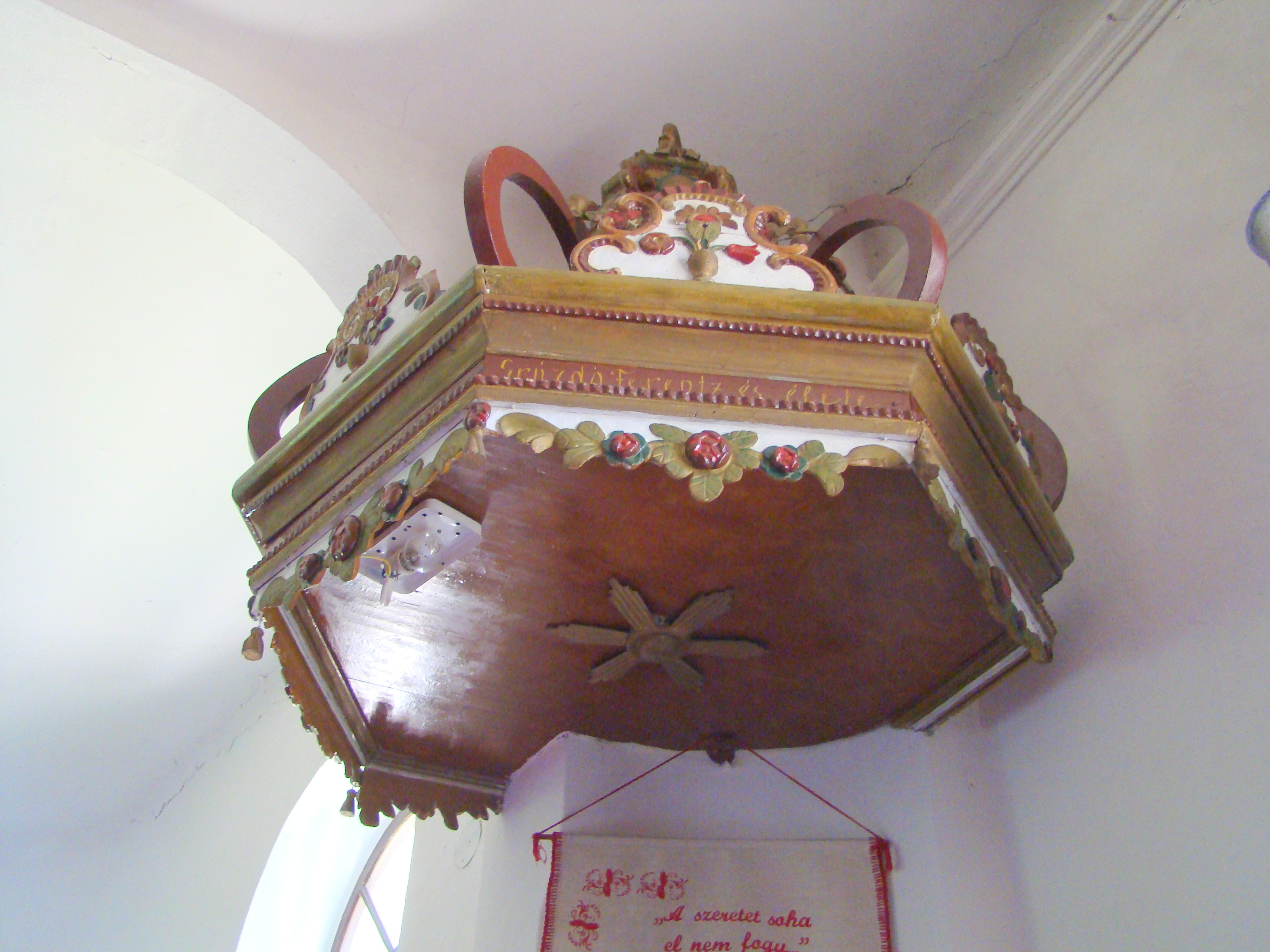
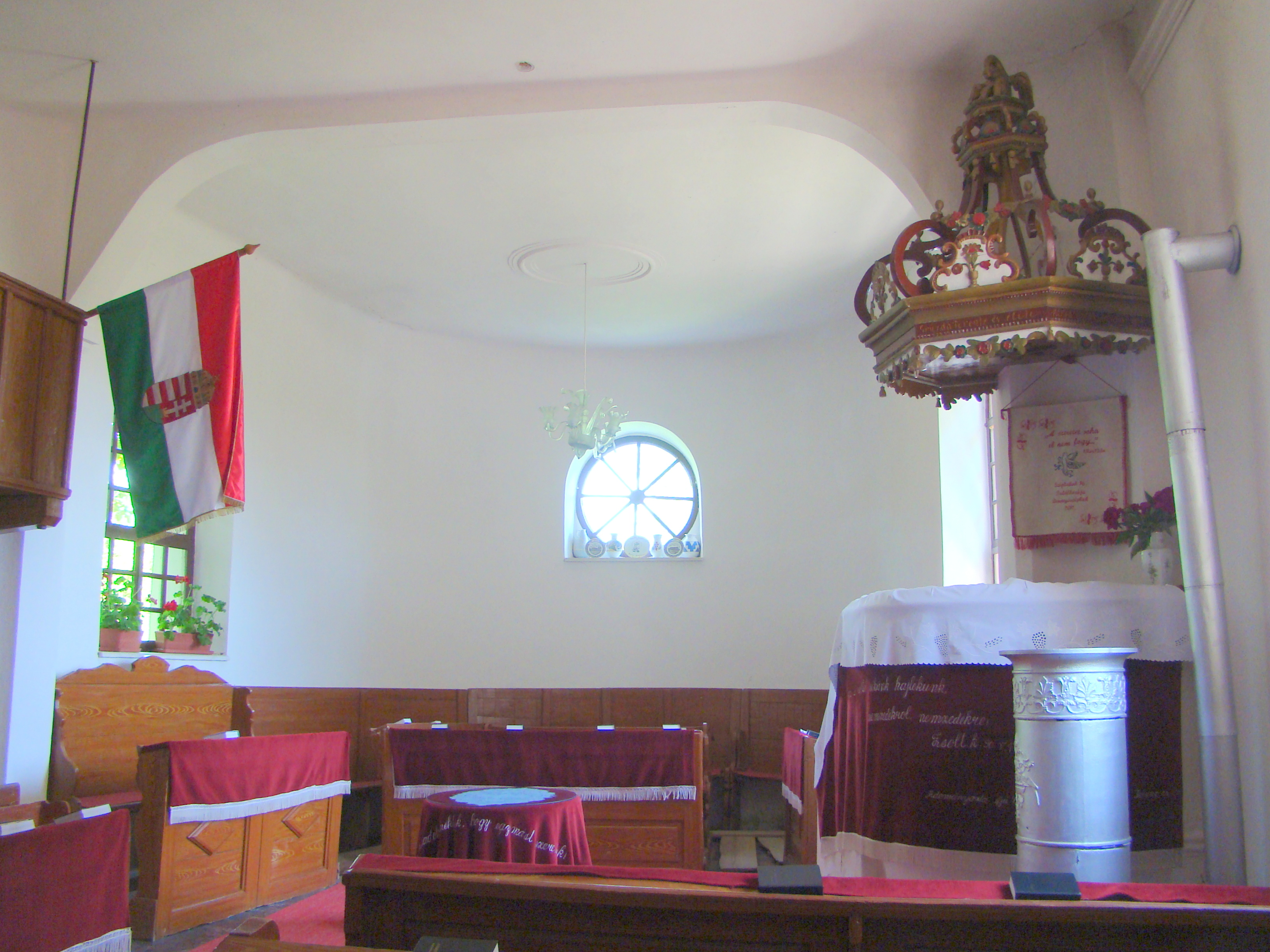
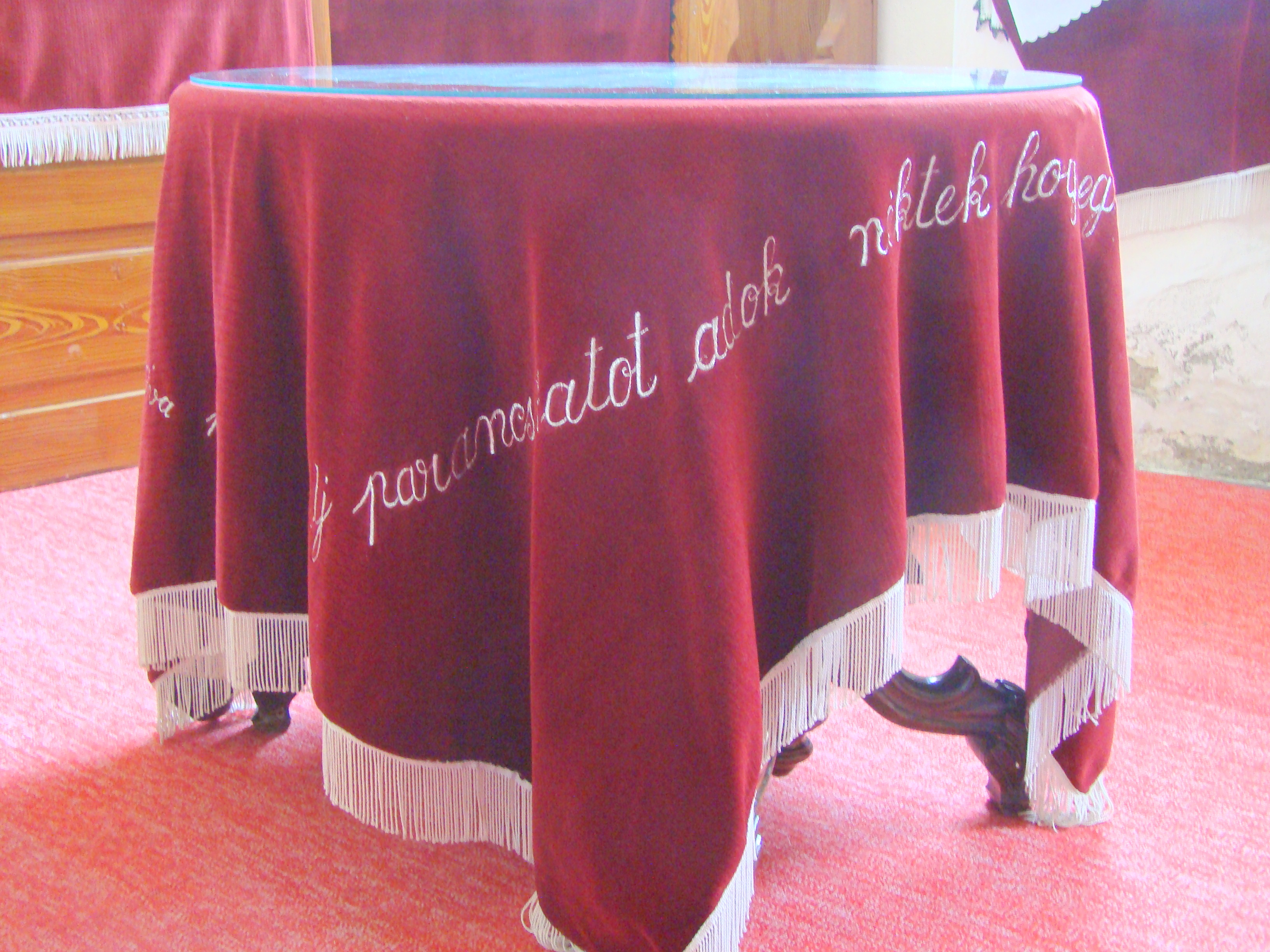
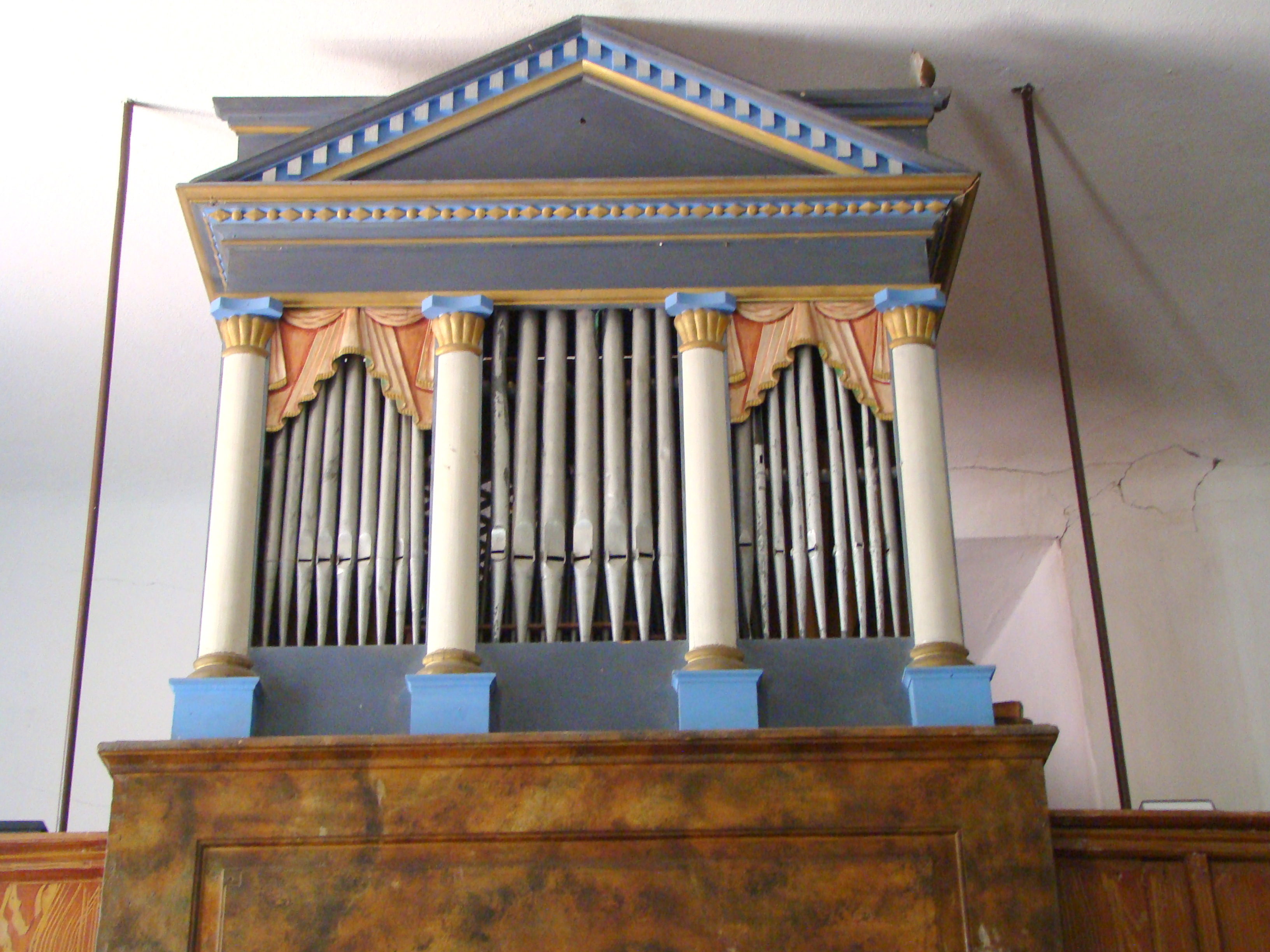
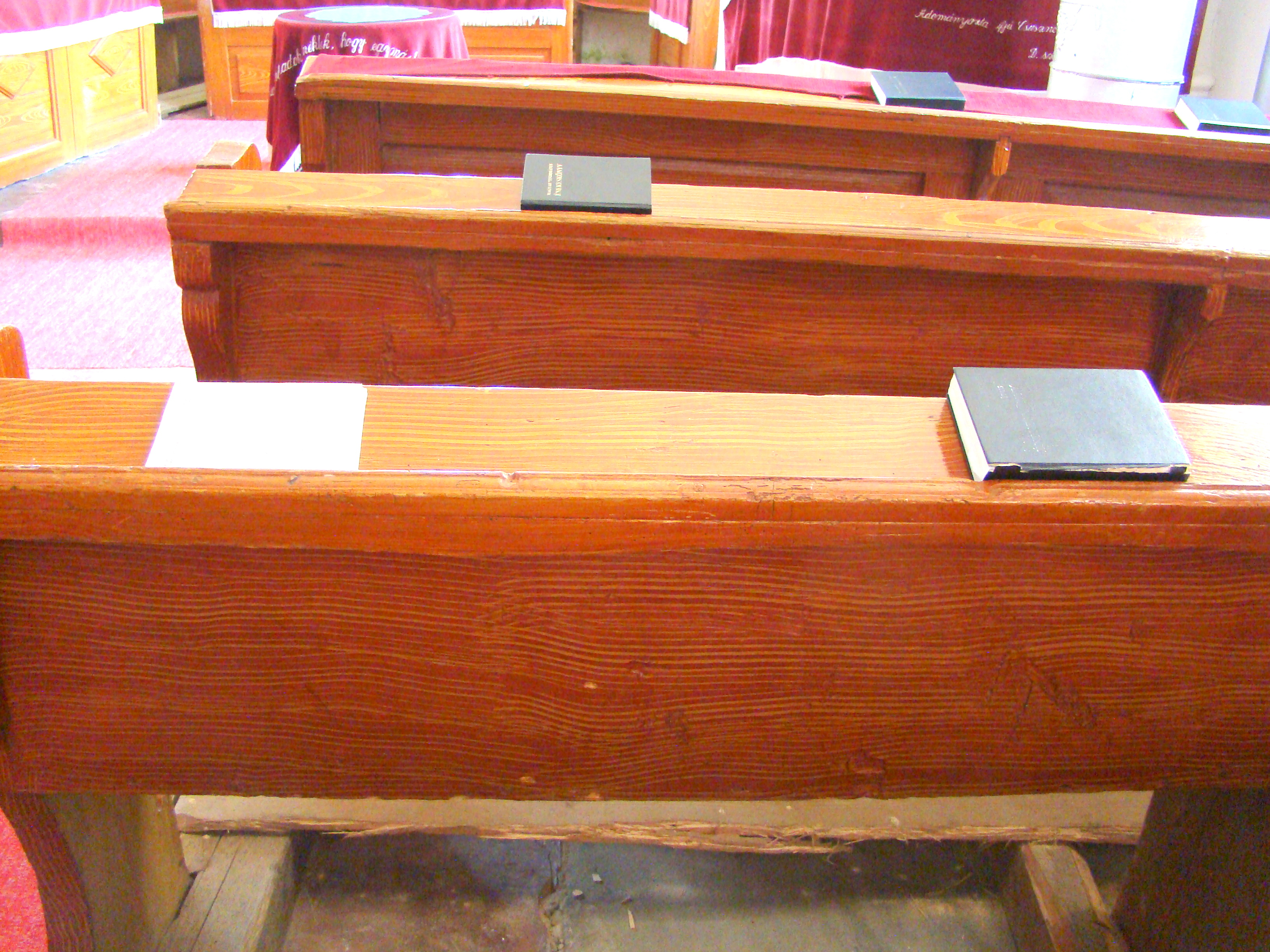
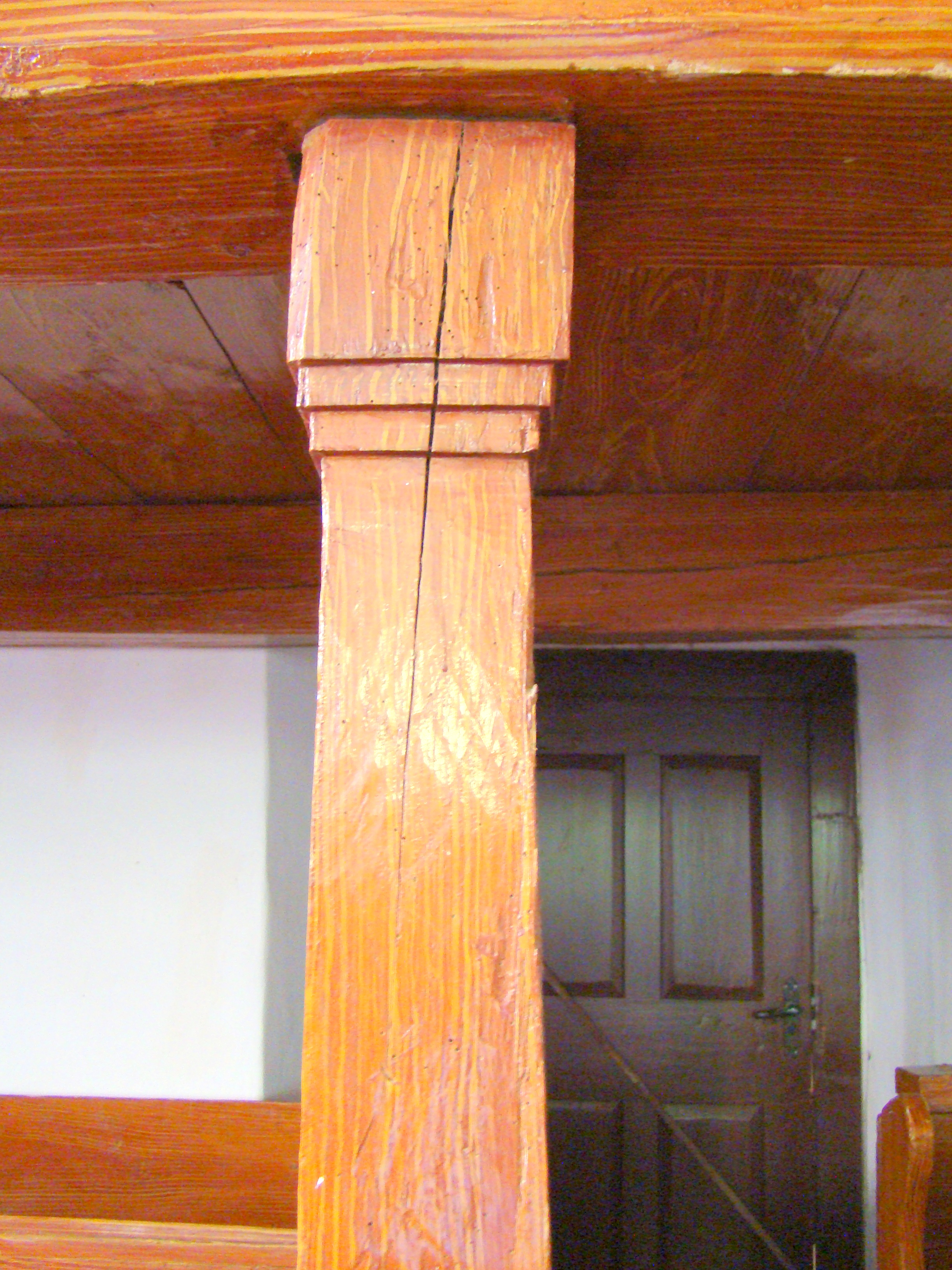
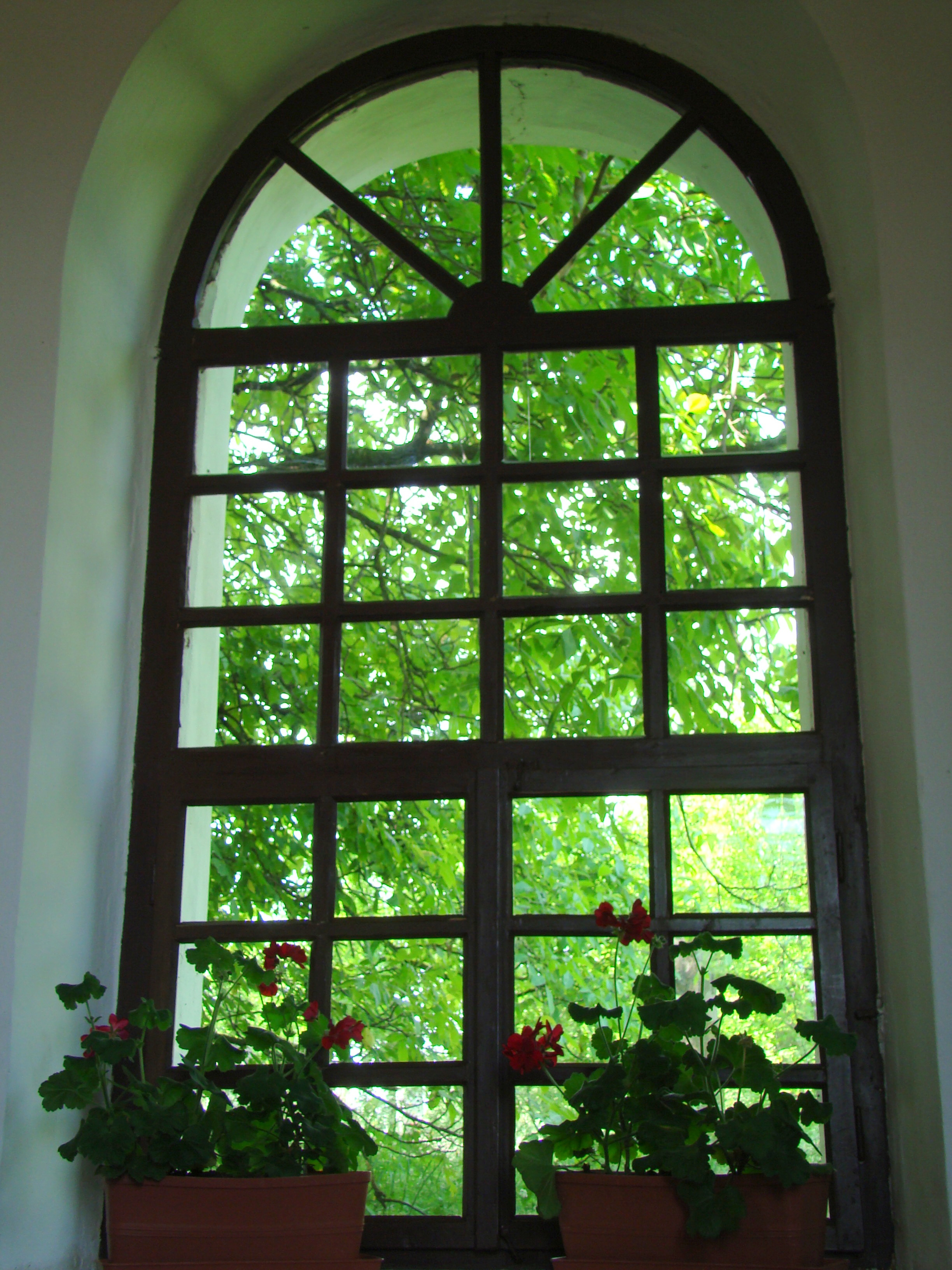
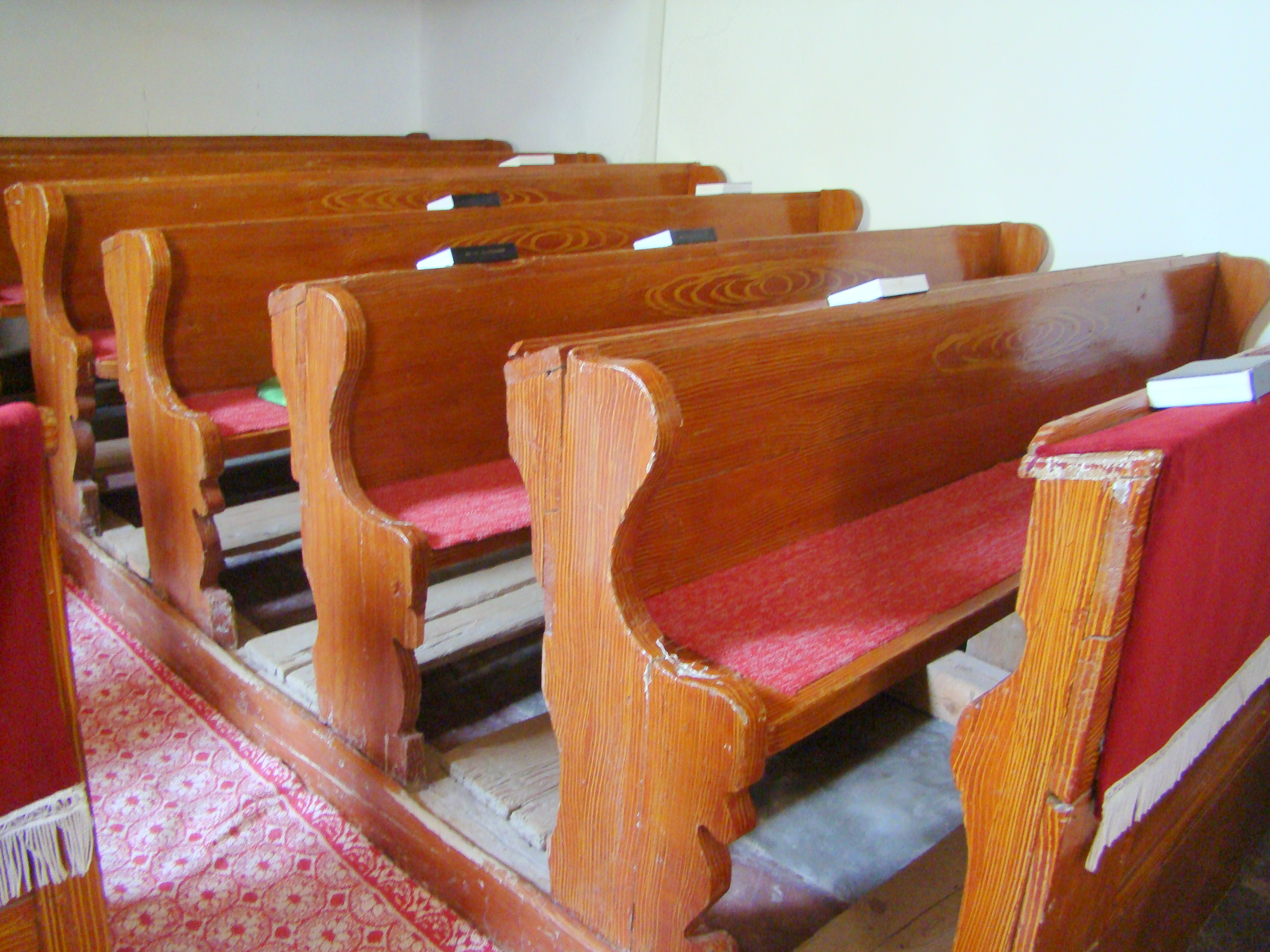
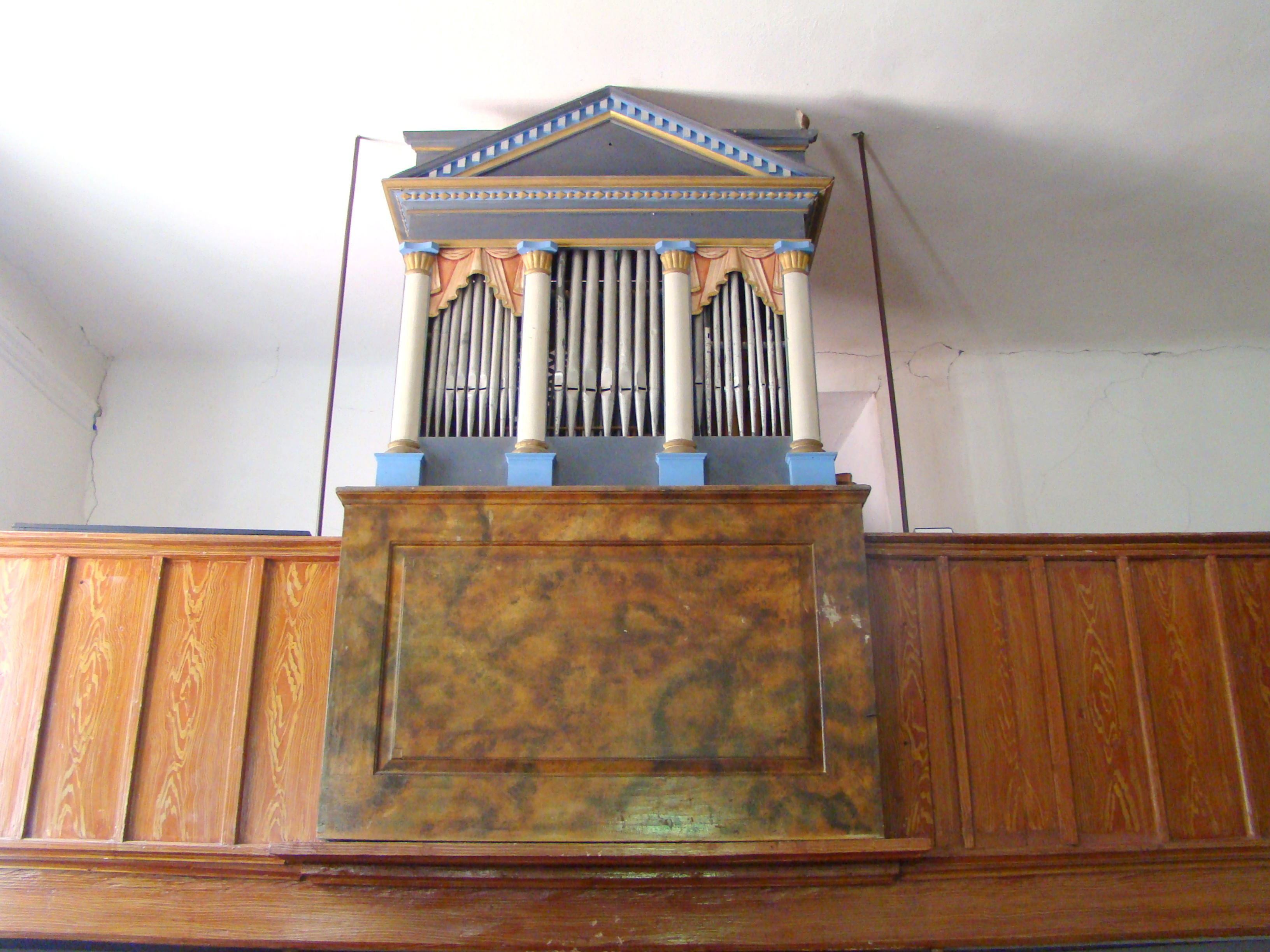
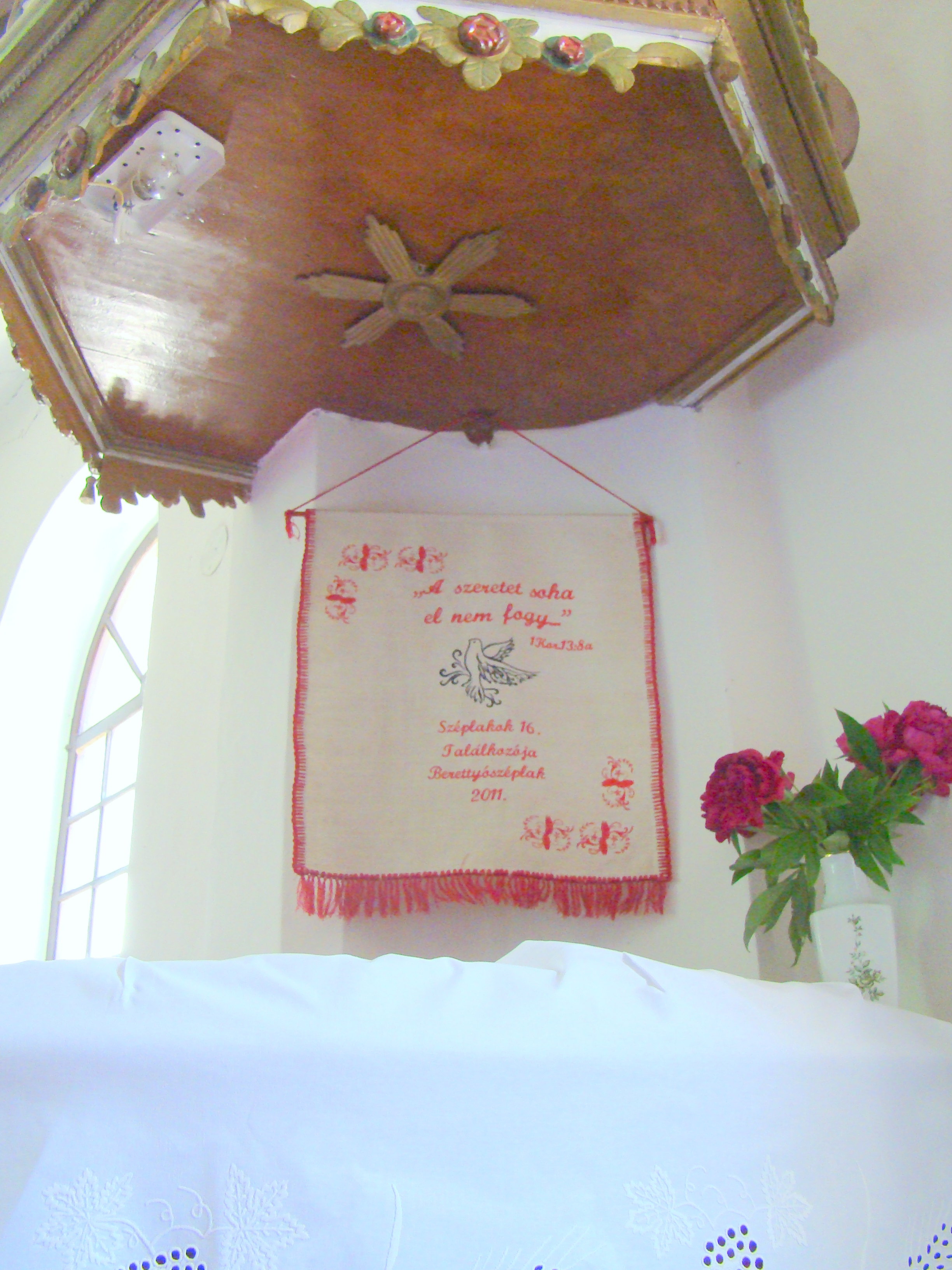
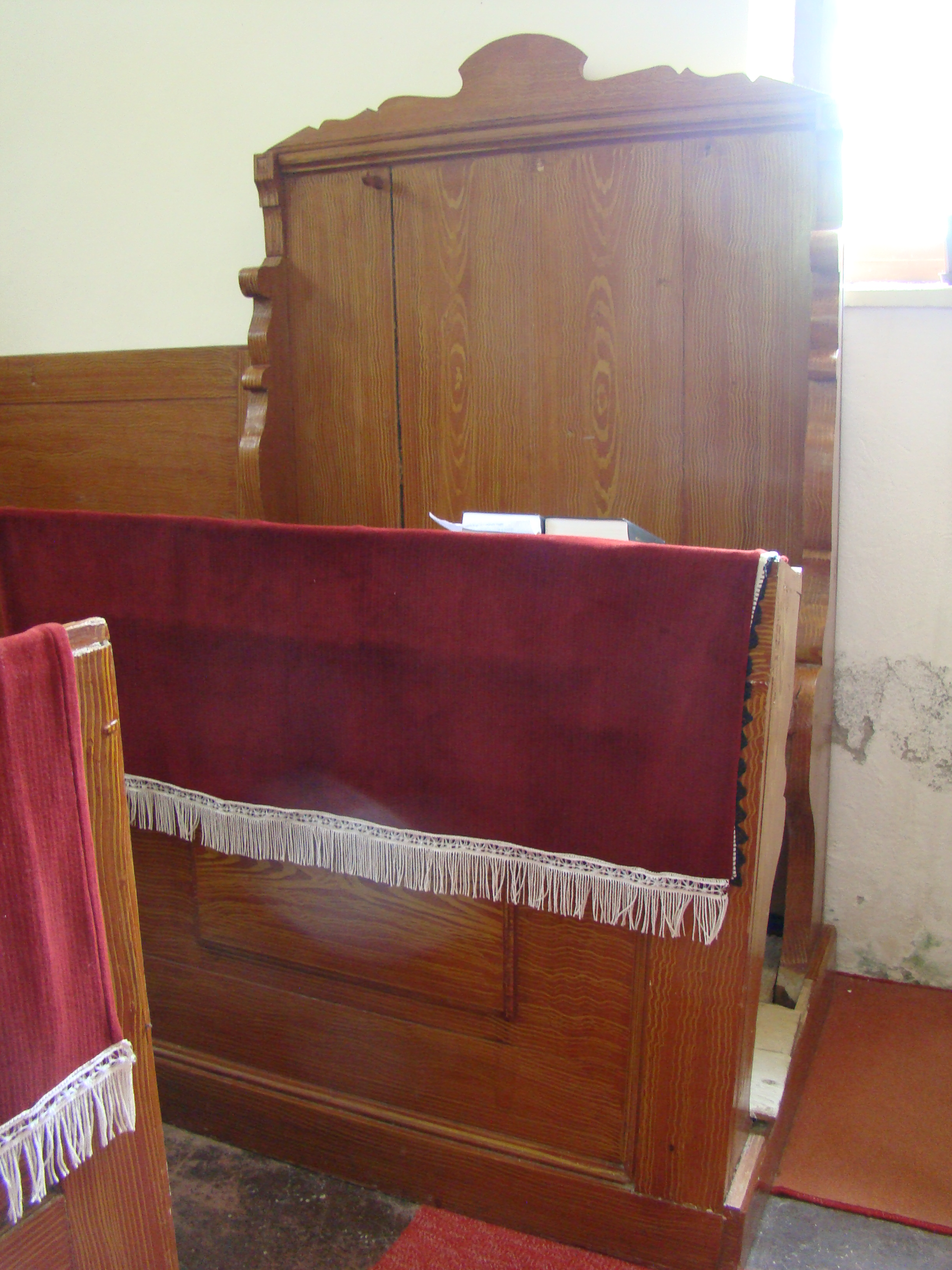
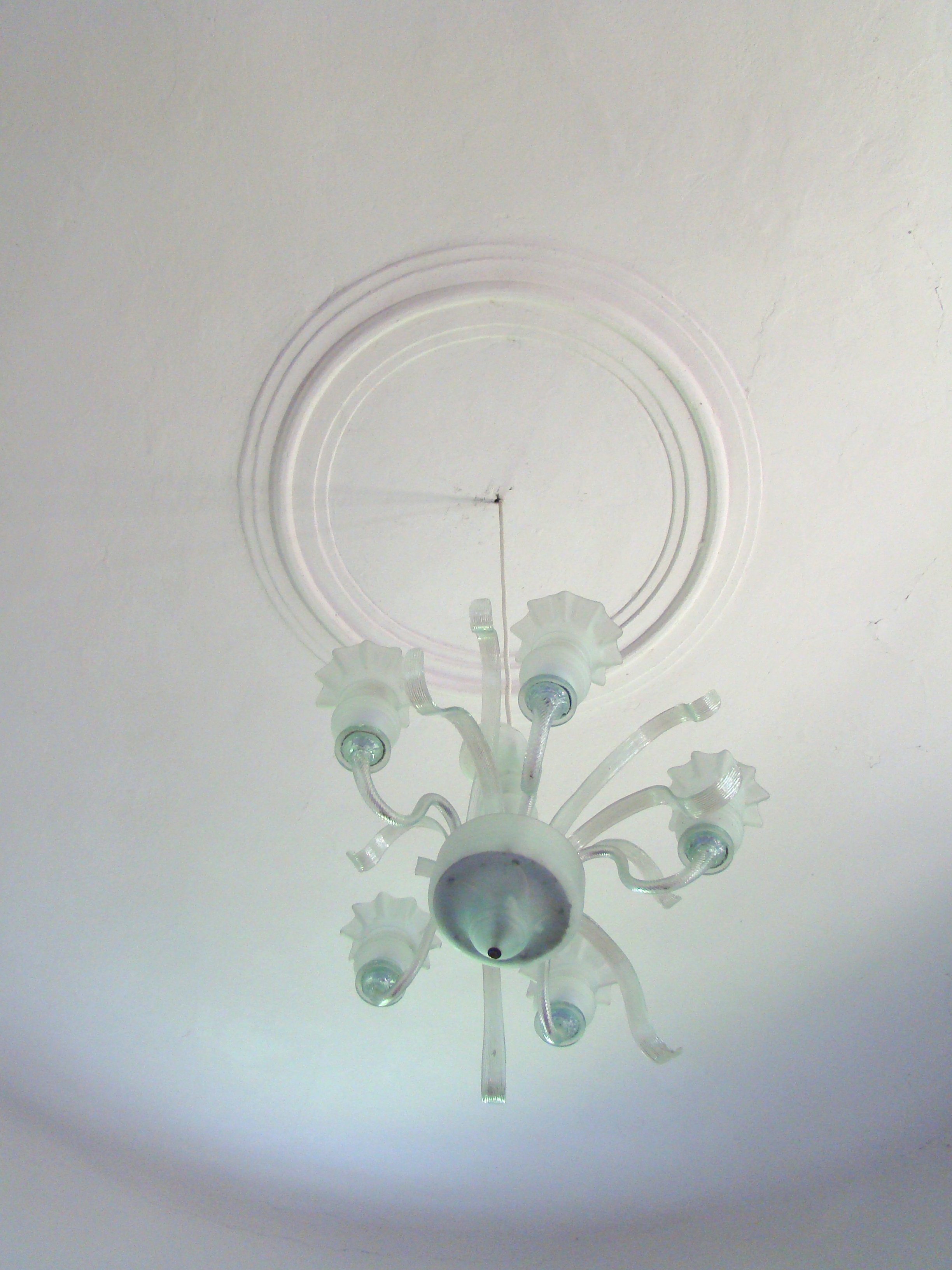
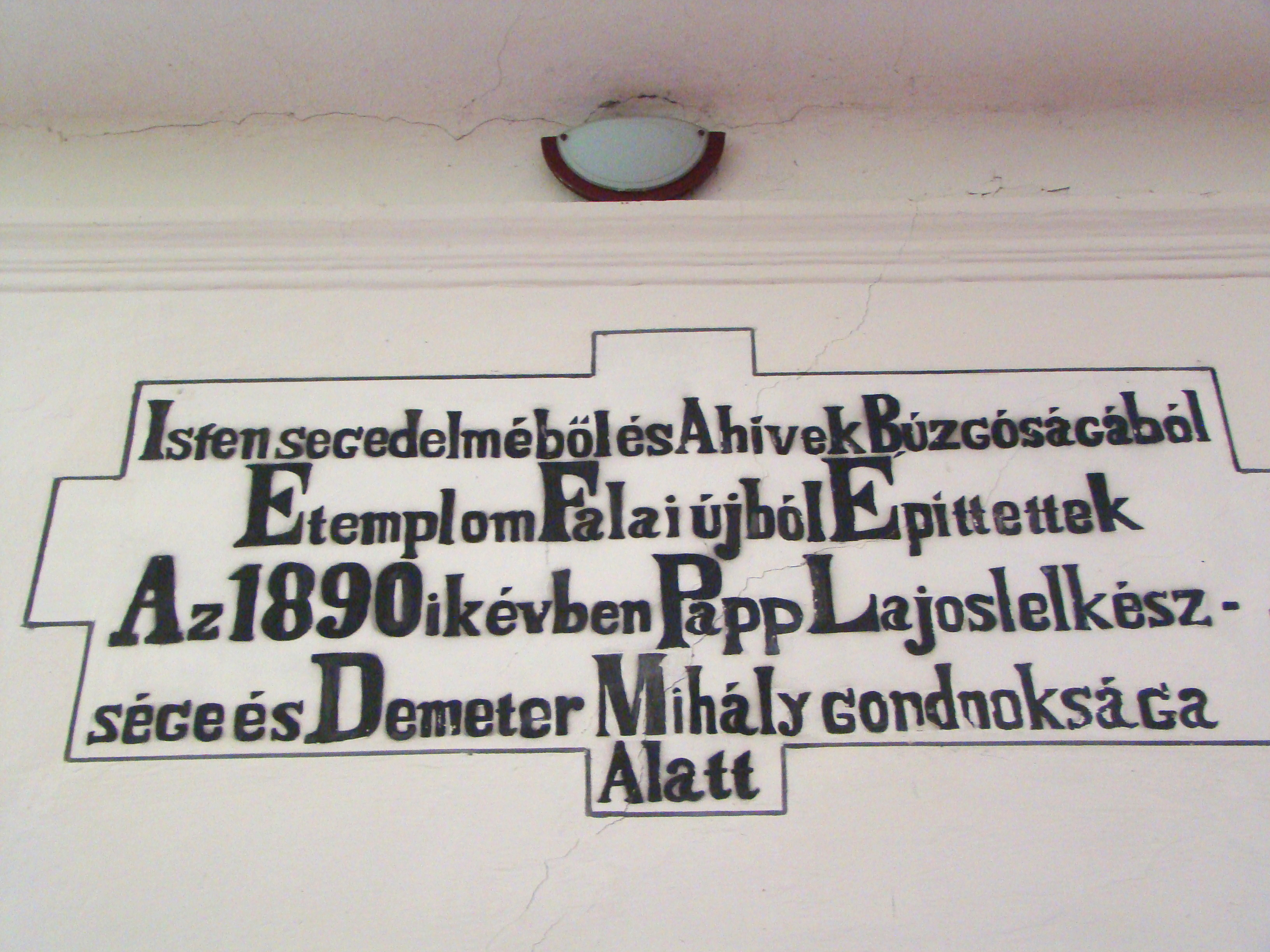
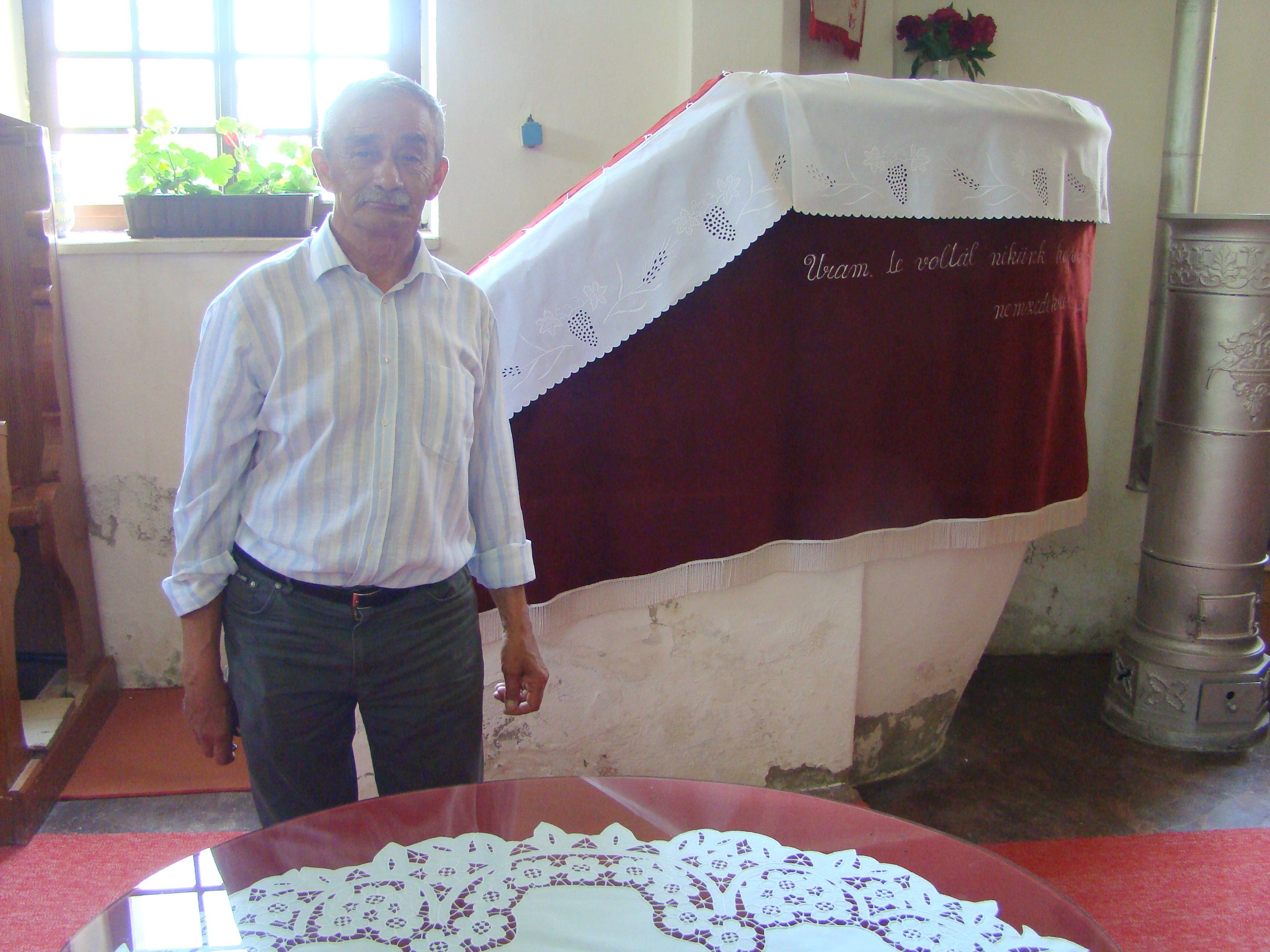
Pastorul reformat din satul Goreni; comuna Batoș: Csaba Rátoni
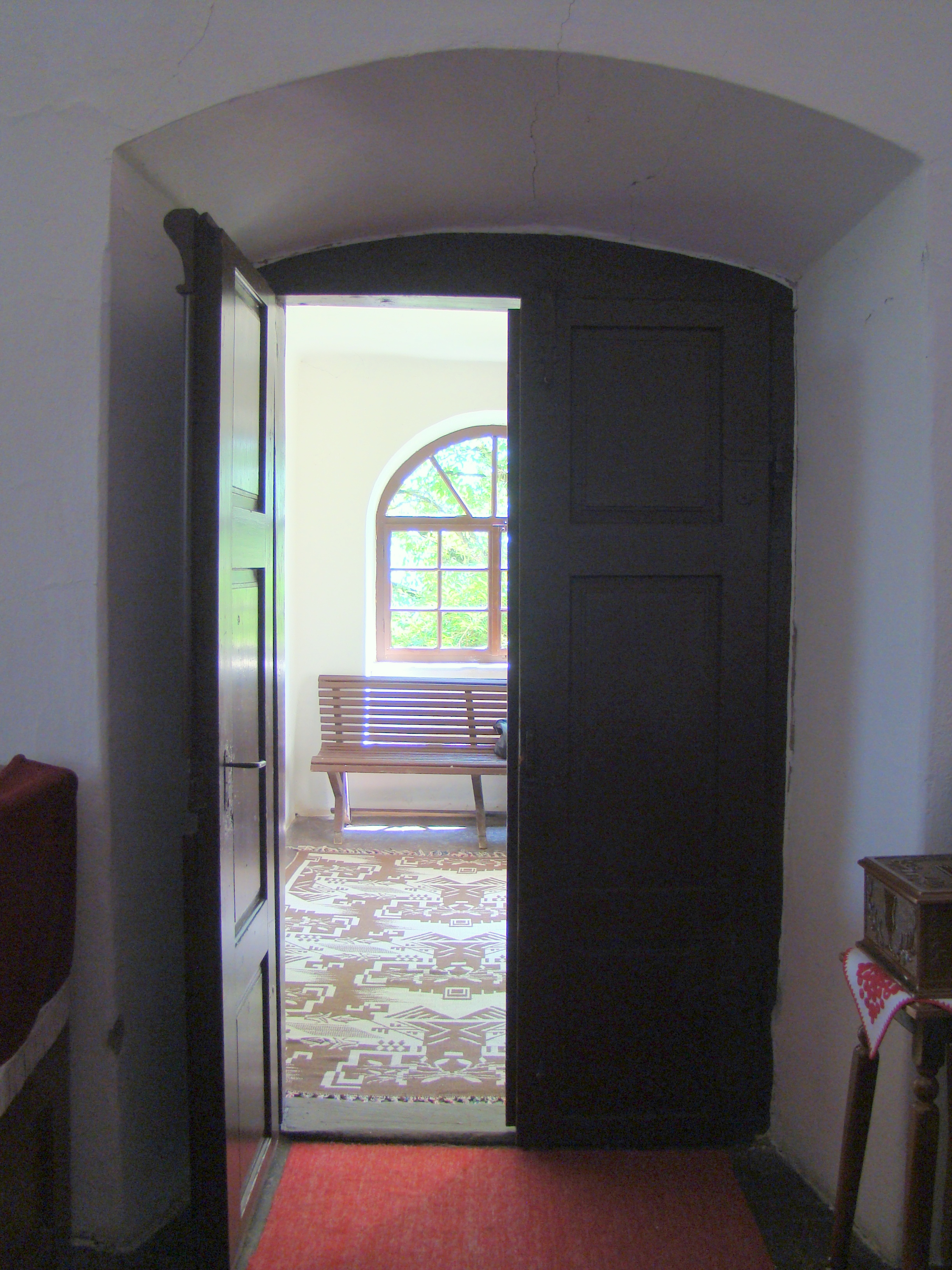